# Fiodor Dostoïevski
« Dostoïevski » redirige ici. Pour les autres significations, voir Dostoïevski (homonymie).
Dans ce nom russe, Mikhaïlovitch est le patronyme et Dostoïevski est le nom de famille.
Fiodor Mikhaïlovitch Dostoïevski (en russe : Фёдор Михайлович Достоевский, [ˈfʲɵdər mʲɪˈxajləvʲɪtɕ dəstɐˈjɛfskʲɪj] ), né le 11 novembre 1821 à Moscou et mort le 9 février 1881 à Saint-Pétersbourg, est un écrivain russe.
Après une enfance difficile, il est élève d'une école d'officiers et se lie avec le mouvement progressiste de Saint-Pétersbourg. Arrêté en avril 1849, il est condamné à mort, mais, après un simulacre d'exécution, est finalement déporté dans un bagne situé à Omsk (extrême-ouest de la Sibérie) où il passe quatre ans. Redevenu sous-lieutenant, il démissionne en 1859 et s'engage complètement dans l'écriture. Épileptique, joueur couvert de dettes et d'un caractère sombre, Dostoïevski fuit ses créanciers et mène en Europe une vie d'errance au cours de laquelle il abandonne toutes ses convictions socialistes et progressistes, devenant un partisan convaincu de l'Empire russe et de la religion orthodoxe. À l'opposé de ses contemporains Léon Tolstoï, Ivan Tourgueniev et Ivan Gontcharov, l'activité d'écriture de Dostoïevski fut semée de difficultés matérielles constantes. Il trouve durant les dix dernières années de sa vie une stabilité matérielle et une reconnaissance dans tout le pays.
Écrivain admiré à la suite de la publication de Crime et Châtiment (1866) et de L'Idiot (1869), il publie ensuite ses deux œuvres les plus abouties : Les Démons (1871) et Les Frères Karamazov (1880). Ses œuvres ne sont pas des romans à thèse, mais plutôt des œuvres polyphoniques où s'opposent idées et points de vue multiples, à travers des personnages qui se construisent eux-mêmes, au travers de leurs actes et de leurs interactions sociales.
Les romans de Dostoïevski sont parfois qualifiés de « métaphysiques » : les questions du libre arbitre, de l'existence de Dieu, ou la figure du Christ sont au cœur de sa réflexion angoissée. Au travers d'une variété de thèmes relatifs à la nature, à la religion, Dostoïevski s'attache à la description de l'homme et de sa condition dans l'atmosphère sociale et politique de la Russie du XIXe siècle.
Considéré aux côtés de Léon Tolstoï comme un des plus grands romanciers russes, il a influencé de nombreux écrivains (Albert Camus, André Gide, André Malraux ; les russes Alexandre Soljenitsyne, Anton Tchekhov ou encore Mikhaïl Boulgakov) et philosophes (Friedrich Nietzsche et Jean-Paul Sartre), ainsi que l'émergence de l'existentialisme et du freudisme. Ses livres ont été traduits dans plus de 170 langues et presque tous sont l'objet d'adaptations cinématographiques.

## Biographie

### Jeunesse et formation (1821-1843)
D'origine tatare par son ancêtre Aslan Tchereby-Mours, « demeuré en Moscovie après l'éviction de la Horde d'or », Fiodor Mikhaïlovitch Dostoïevski (en russe : Фёдор Михайлович Достоевский) est le second fils de Mikhaïl Andreïevitch Dostoïevski, médecin militaire à l'hôpital des Indigents de Moscou et de Maria Fiodorovna Netchaïev. Il naît le 11 novembre 1821 à Moscou dans le gouvernement de Moscou. Son père, alcoolique, est d'humeur morose et fait régner une atmosphère insupportable à la maison. En 1827, Mikhaïl Andréiévitch est nommé « assesseur de collège » et obtient ainsi un titre de noblesse héréditaire. Il fait l'acquisition de deux villages, Darovoïe et Tchermochnia, en 1831. En 1832, les deux hameaux sont détruits par un incendie. Après la mort de sa mère, le 27 février 1837, sa tante maternelle, Alexandra, joue un grand rôle dans la vie de la famille.

#### Petite enfance

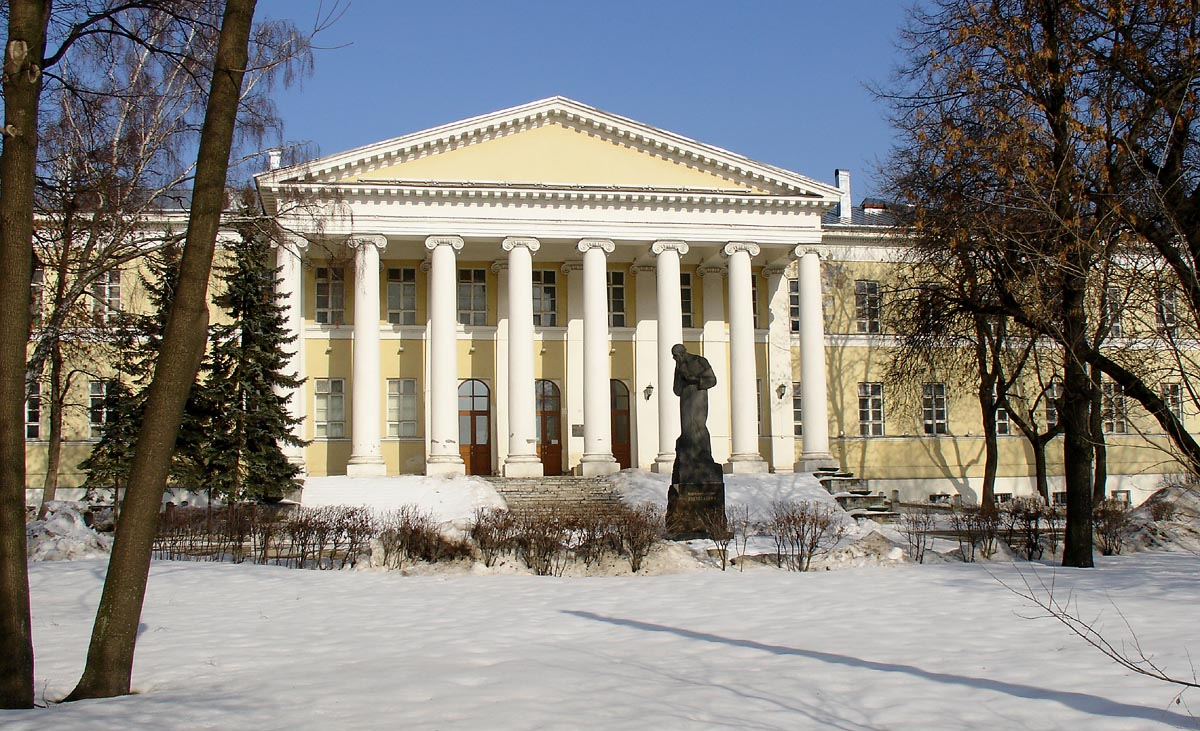
Hôpital Mariinski de Moscou, à proximité duquel Dostoïevski a passé son enfance.

Fiodor Dostoïevski grandit dans la maison familiale située dans l'enceinte de l'hôpital des pauvres de Mariinsky, dans un quartier populaire à la périphérie de Moscou. Dostoïevski rencontrait les patients, en bas de l'échelle sociale russe, lorsqu'il jouait dans les jardins de l'hôpital.
Dostoïevski est initié très jeune à la littérature. À l'âge de trois ans, il lit des sagas héroïques, des contes de fées et des légendes contées par sa nourrice, Alena Frolovna, une figure influente dans son éducation et son attrait pour la fiction. À quatre ans, sa mère utilise la Bible pour lui apprendre à lire et à écrire. Ses parents l'introduisent à un large éventail littéraire, notamment les écrivains russes Karamzine, Pouchkine et Derjavine ; aux œuvres romantiques de Schiller et Goethe ; aux contes héroïques de Miguel de Cervantes et Walter Scott ; et aux poèmes épiques,. Malgré l'attitude de son père dure et sévère,, Dostoïevski rapporte que son imagination a été vivifiée par les lectures nocturnes de ses parents.
Il lit avec ferveur le russe Nicolas Gogol, Shakespeare, Goethe, Victor Hugo, et surtout Schiller, auteur déterminant dans sa vocation d'écrivain : « Lorsque j'avais dix ans, je vis à Moscou, une représentation des Brigands de Schiller avec Motchalov, et je vous affirme que l'énorme impression que je subis alors exerça une féconde influence sur mon univers spirituel ».
Bien que Dostoïevski ait une constitution physique délicate, ses parents le décrivent comme impétueux et têtu. En 1833, le père de Dostoïevski, profondément religieux, l'envoie dans un internat français puis à l'internat Tchermak,.

#### Adolescence
En mai 1837, leur père Mikhaïl, qui y voit probablement les avantages d'une prise en charge financière par l'État de l'éducation, envoie ses deux fils aînés au pensionnat K. F. Kostomarov à Saint-Pétersbourg pour les préparer à entrer à l'École Centrale des Ingénieurs militaires. Les deux frères Dostoïevski, sans dons ni goût pour la vie de soldat, espéraient pouvoir étudier et pratiquer la littérature.
Mais leur père considérait que cela ne leur permettrait pas de gagner leur vie et fit prévaloir son point de vue pour qu'ils entrent à l'école d'ingénieur qui leur garantissait un meilleur avenir financier. En septembre de la même année, la mère de Fiodor Dostoïevski meurt de tuberculose ; Dostoïevski n'a que 16 ans, et cet évènement éclate l'unité de la famille Dostoïevski.

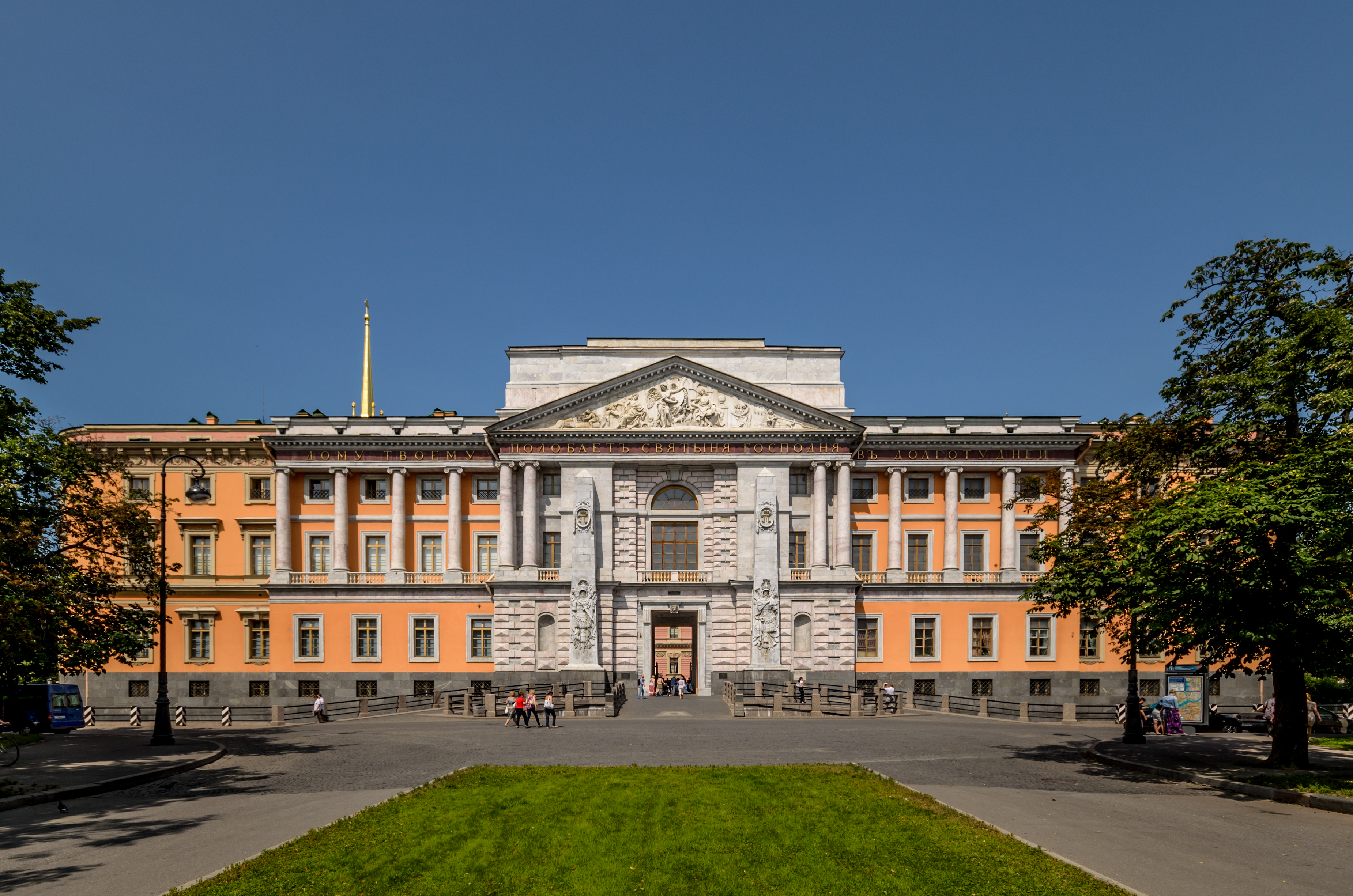
L'Institut supérieur des Ingénieurs militaires (ou École Centrale) se trouve dans les salles du château Saint-Michel à Saint-Pétersbourg.

Dostoïevski entre à l'École en janvier 1838, son frère Mikhaïl se voit refuser l'admission pour des raisons de santé et est envoyé dans une académie à Reval (aujourd'hui Tallinn, en Estonie),.
Il doit redoubler son année en raison de ses piètres résultats dans les domaines sportifs et militaires. Tant bien que mal, il effectue sa scolarité dans l'indigence, n'ayant parfois pas de quoi se nourrir, car son oncle (qui l'accueille) refuse de lui envoyer suffisamment d'argent. C'est un élève taciturne, au regard mystérieusement mélancolique, qui ne s'intègre pas bien à l'école. Comme dans ses précédents internats, il ne se sent pas à sa place parmi ses 120 camarades aristocratiques. Son caractère solitaire et religieux lui apporte tout de même le respect de ses camarades de classe et lui vaut le surnom de « Moine Photius »,. Il méprise le matérialisme et le carriérisme de ses camarades. Cela se refléta plus tard dans certaines de ses œuvres, notamment L'Adolescent,.
Selon une rumeur forgée par un riche voisin, P. P. Hotjaïncev, qui lorgnait les terres du village de Darovoïe, Mikhaïl Dostoïevski aurait été tué le 8 juin 1839 par les serfs de Darovoïe, excédés par les mauvais traitements que leur faisait subir leur maître,. En réalité, il meurt victime d'une crise d'apoplexie, comme le confirme son autopsie. Selon la tradition familiale, la nouvelle de la mort de son père tué par ses serfs est l'occasion d'une crise nerveuse, qui pourrait bien être une première crise d'épilepsie. Cette légende familiale, renforcée par le diagnostic de Sigmund Freud selon lequel cette attaque épileptique était « une autopunition pour le souhait de mort contre le père haï », est aujourd'hui remise en question par certains ou étudiée sous d'autres angles, Dostoïevski ayant probablement eu sa première crise d'épilepsie en 1850 à Omsk,.
Après la mort de son père, Dostoïevski poursuit ses études, et obtient le grade d'élève-ingénieur, lui permettant de vivre hors de l'École des Ingénieurs. Il rend visite à son frère Mikhaïl à Reval et fréquente régulièrement les salles de concerts, d'opéras, de théâtres et de ballets. C'est à cette période qu'il est initié au jeu par deux de ses amis,.
En 1842, Fiodor Dostoïevski est nommé sous-lieutenant et entre en tant que dessinateur au département des plans de campagne de la direction du Génie à Saint-Pétersbourg, emploi qui l'ennuie profondément.
La première œuvre littéraire achevée de Dostoïevski, une traduction du roman Eugénie Grandet d'Honoré de Balzac est publiée en juin et juillet 1843 dans les 6e et 7e volumes de la revue Répertoire et Panthéon. Elle est suivie de plusieurs autres traductions. Aucune ne lui apporte une stabilité financière, ce qui amène Dostoïevski à l'idée d'écrire une nouvelle,.

### Premiers écrits (1844-1849)

#### Une gloire éphémère
À l'été 1844, il démissionne à 22 ans pour se consacrer à son premier roman, Les Pauvres Gens. Porté aux nues par le poète Nikolaï Nekrassov et l'influent critique Vissarion Belinski, le roman est publié en janvier 1846 et connaît un succès public certain. Dostoïevski se retrouve alors propulsé au rang de « nouveau Gogol » et se pavane dans les cercles mondains de Saint-Pétersbourg.
Bientôt, l'élite commence à railler son manque de tenue, son air abattu. Ivan Tourgueniev publie une satire en vers, où il le qualifie de « chevalier à la triste figure » et d'« aimable fanfaron »,. C'est lors d'une de ces soirées que l'écrivain connaît vraisemblablement une première crise d'épilepsie (non diagnostiquée comme telle). Sa disgrâce est accélérée par la publication de ses romans suivants, Le Double et La Logeuse, qui ne rencontrent pas le succès escompté.

#### Dostoïevski révolutionnaire?
À peu près à la même époque, Dostoïevski découvre le socialisme à travers les écrits des penseurs français Fourier, Cabet, Proudhon et Saint-Simon. Sa relation avec Belinski lui permet d'élargir ses connaissances en philosophie du socialisme. Il est attiré par sa logique, son sens de la justice et sa préoccupation pour les démunis et les défavorisés. Cependant, sa foi orthodoxe russe et ses sensibilités religieuses ne peuvent s'accorder avec l'athéisme, l'utilitarisme et le matérialisme scientifique de Belinski. Dostoïevski s'éloigne progressivement de lui et de ses associés,.

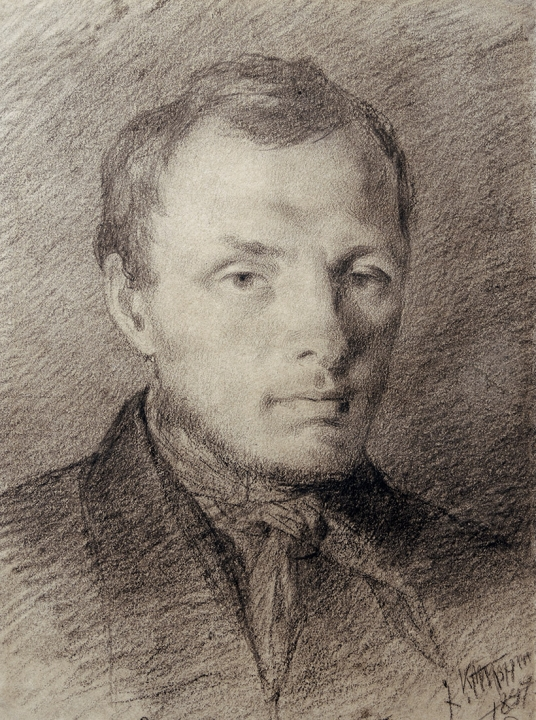
Portait de Dostoïevski, vers 1847.

Depuis décembre 1846 ou janvier 1847, il fréquente le Cercle fouriériste de Mikhaïl Petrachevski, un fonctionnaire au ministère des Affaires étrangères, qui combat l'absolutisme de Nicolas Ier. Il n'adhère pas à un système en particulier (ses opinions se seraient orientées vers un mysticisme slavophile), mais cherche à maintenir une présence dans les milieux intellectuels progressistes pétersbourgeois. Il ne fréquente pas ces cercles pour fomenter de réelles actions révolutionnaires, mais pour discuter d'idées nouvelles et surtout parler de l'avenir de la Russie. Cette même année, il fait sa première crise d'épilepsie, à 26 ans.
De 1846 à 1848, Dostoïesvki, qui connait une dégradation de sa santé et des crises de plus en plus fréquentes, publie plusieurs nouvelles dans la revue Annales de la Patrie, dont Monsieur Prokhartchine, La Logeuse, Un cœur faible et Les Nuits blanches[réf. nécessaire].

#### La condamnation à mort

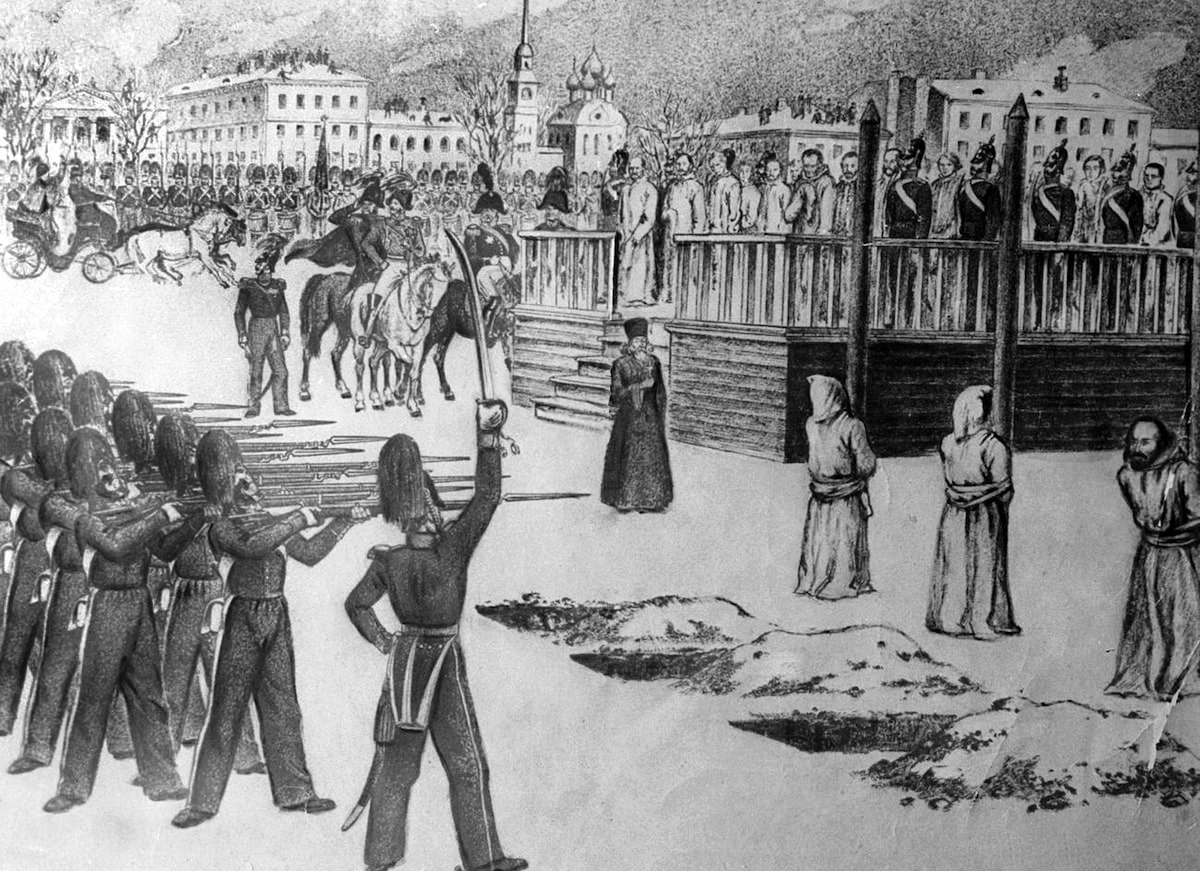
Un dessin du simulacre d'exécution du 22 décembre 1849 du cercle de Petrachevski. Le simulacre était une procédure assez courante.

En avril 1849, les membres du Cercle de Petrachevski sont arrêtés ; Dostoïevski est emprisonné à la forteresse Pierre-et-Paul. L'empereur Nicolas Ier voit resurgir le spectre de l'insurrection décabriste (ou décembriste), un complot qui s'était propagé dans l'armée et avait abouti à la sanglante émeute du 14 décembre 1825. Mikhaïl Dostoïevski est également brièvement arrêté. Après une instruction de plusieurs mois, un procès, les inculpés sont condamnés à mort le 22 décembre 1849 par peloton d'exécution place Semenovski à Saint-Petersbourg[réf. nécessaire].
Le jour même, Dostoïevski est au côté de Plechtcheïev et Dourov. L'exécution est en fait un simulacre : à l'instant même de la fusillade, une charrette délivre une lettre de l'empereur commuant la peine en un exil de plusieurs années et la peine en déportation dans un bagne à Omsk en Sibérie. Dostoïevski décrit cette expérience dans L'Idiot, narré par son héros le prince Mychkine, dont il tire les implications philosophiques et spirituelles.
Leonid Grossman voit dans cet épisode tragique l'origine du revirement idéologique de Dostoïevski, constaté à plusieurs reprises à partir de son séjour au bagne d'Omsk. Plus tard, dans une lettre à Apollon Maïkov du 2 août 1868, Dostoïevski reconnaît explicitement avoir « trahi ses anciennes convictions ».
En 1849, les premiers chapitres de Nétotchka Nezvanova, un roman que Dostoïevski prépare depuis 1846, sont publiés dans les Annales. Ce travail est mis en pause par son bannissement, et Dostoïevski ne terminera pas ce roman.

### Le bagne d'Omsk (1849-1854)
Le condamné Dostoïevski est mis aux fers. Le convoi part pour la Sibérie le jour de Noël et passe par Tver, Nijni Novgorod, Kazan, Perm et enfin Tobolsk, où il arrive le 9 janvier 1850. Dostoïevski dissuade un de ses compagnons d'infortune de se suicider. À Tobolsk, les prisonniers reçoivent la visite de plusieurs épouses des décabristes condamnés en 1826 qui avaient accompagné leurs maris en exil. Nathalie Fonvizine remet à Dostoïevski une Bible dont il ne se séparera jamais.
Le 23 janvier 1850, Dostoïevski arrive à Omsk (Souvenirs de la maison des morts). En sa qualité de noble, certaines punitions et certains mauvais traitements lui sont épargnés, ce qui lui vaut d'être détesté par les autres détenus. Les punitions corporelles lui sont épargnées sur l'intervention de M. de Grave, un officier d'origine française ; le médecin du camp le prend en sympathie et lui accorde des séjours à l'infirmerie[réf. nécessaire].
Dans les baraquements, il partage sa vie avec des forçats de droit commun. Il écrit dans sa correspondance : « Je n'ai pas perdu mon temps : j'ai appris à bien connaître le peuple russe, comme peut-être peu le connaissent ». L'intellectuel de salon qu'il était commence alors son évolution : « J'étais coupable, j'en ai pleine conscience… J'ai été condamné légalement et en bonne justice… Ma longue expérience, pénible, douloureuse, m'a rendu ma lucidité… C'est ma croix, je l'ai méritée… Le bagne m'a beaucoup pris et beaucoup inculqué. » Il rencontre au bagne « les hommes les plus richement doués, les plus forts de tout notre peuple… », et se rapproche ainsi du « peuple russe » orthodoxe, rapprochement qui nourrira plus tard son slavophilisme.
Durant sa captivité, Dostoïevski tente d'obtenir qu'on lui épargne les fers. Ses vaines demandes déclenchent l'ironie à Pétersbourg, où l'on raille la faiblesse du « révolutionnaire » Dostoïevski demandant la grâce de l'empereur.
Cette période déterminante trouvera écho dans plusieurs passages importants de ses livres ultérieurs, dont l'épilogue de Crime et Châtiment.

### Après le bagne (1854-1871)

#### Premier mariage

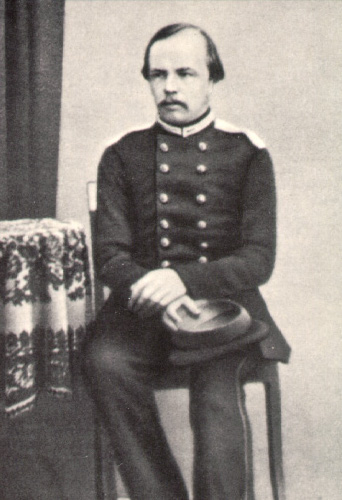
Dostoïevski dans son uniforme d'ingénieur militaire, en 1859.

Sa peine se termine le 23 janvier 1854 et Dostoïevski est affecté comme simple soldat dans un régiment de Semipalatinsk en Sibérie. Il demande à son frère Mikhaïl de l'aider financièrement et de lui envoyer des livres de Vico, Guizot, Ranke, Hegel et Kant.
Après deux mois de vie de caserne, Dostoïevski obtient le privilège rarissime de pouvoir habiter en ville. Il fréquente les notables locaux et y fait la connaissance d'un petit fonctionnaire, Alexandre Ivanovitch Issaïev, et de sa jeune épouse poitrinaire, Maria Dimitrievna. Trompé par l'intérêt charitable et sans doute purement mondain que lui porte la jeune femme, qu'il prend aussitôt pour de l'amour, Dostoïevski tente de la faire quitter son mari et de l'épouser. Sa condition de banni ne joue pas en sa faveur. L'écrivain entreprend alors toutes sortes de démarches auprès de l'empereur en vue d'obtenir une grâce (la guerre de Crimée vient de commencer). Les milieux littéraires pétersbourgeois se moquent de l'obséquiosité du « révolutionnaire » Dostoïevski.
Cependant, la situation personnelle de Dostoïevski s'améliore grandement avec la nomination du baron Wrangel comme procureur de Semipalatinsk. Son ode sur le couronnement lui vaut d'être promu, le 1er octobre 1856, aspirant, premier grade d'officier. Les frasques d'Alexandre Ivanovitch Issaïev ont conduit sa famille dans la pauvreté, et Dostoïevski cherche à leur venir en aide. Il parvient à faire nommer Alexandre Ivanovitch comme inspecteur des débits de boissons à mille kilomètres de Semipalatinsk. Malgré la mort de l'encombrant mari au mois d'août 1855, la situation amoureuse de l'écrivain ne s'améliore pas car un autre homme lui dispute les faveurs de Maria Dimitrievna, l'instituteur local Nicolas Borisovitch Vergounov. Après de nombreux atermoiements de sa « fiancée », Dostoïevski épouse enfin Maria Dmitrievna Issaïeva le 15 février 1857 dans la ville de Kouznetsk, en Sibérie. Après le mariage, Dostoïevski poursuit son voyage en compagnie de sa nouvelle épouse, vers Barnaoul, où il est atteint par une crise d'épilepsie qui ébranle fortement Maria, puis Semipalatinsk.
En avril 1857, Dostoïevski est rétabli dans ses titres de noblesse et obtient à nouveau le droit de publier librement. Il recommence à écrire : les Souvenirs de la maison des morts, récit romancé de sa vie au bagne et premier roman publié sur les prisons russes ; puis un roman plus léger — car il redoute toujours la censure —, Le Bourg de Stépantchikovo et sa population.

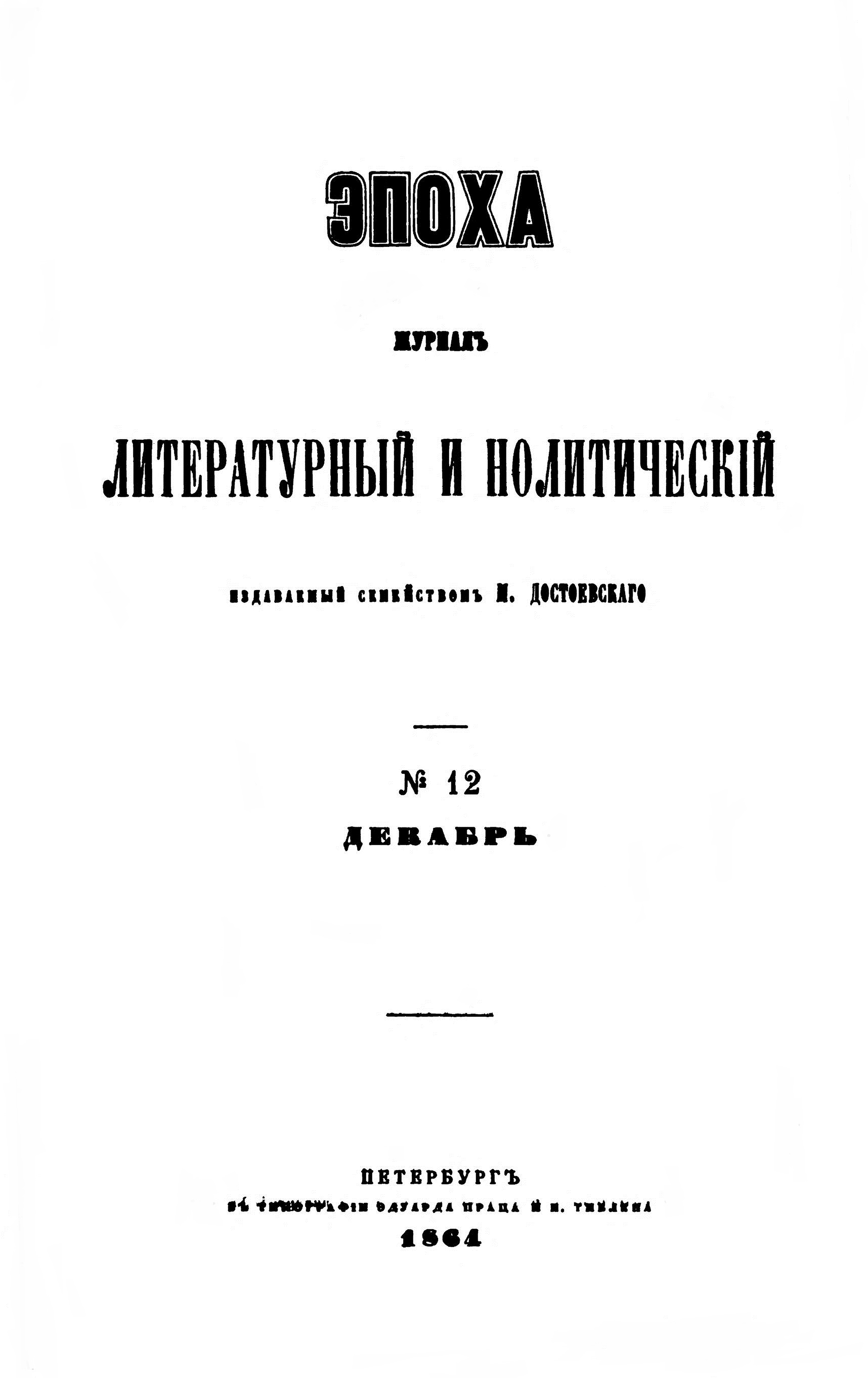
Première page de la revue L'Époque des frères Dostoïevski (1864).

En 1859, il obtient sa retraite comme sous-lieutenant et l’autorisation de rentrer vivre à Saint-Pétersbourg, sous la surveillance de la police secrète. C'est la fin de dix années de souffrance, et la renaissance de l'homme. Il renoue alors avec les libéraux et fonde avec son frère Mikhaïl une revue modérée et nationaliste, Le Temps, où paraît notamment Souvenirs de la maison des morts en 1861 et Humiliés et offensés,,. Cette revue est interdite en 1863, car un article publié, à propos de l'insurrection polonaise, est jugé trop contestataire par la censure. Pour la remplacer, les deux frères fondent la revue L'Époque, mais qui rencontre moins de succès,,.
L'arrivée au pouvoir du nouvel empereur Alexandre II en 1855 a amené de nombreuses réformes en Russie, comme l'abolition du servage en 1861. Malgré ces ouvertures politiques, des mouvements révolutionnaires violents émergent, ce qui inquiète beaucoup Dostoïevski. Il commence déjà à polémiquer de plus en plus sévèrement avec les socialistes qui considèrent l'homme comme raisonnablement et « fondamentalement bon » et que la science le conduit obligatoirement vers la lumière. Dostoïevski raille sa « sainteté la chimie »[réf. nécessaire].

#### Années d'errance

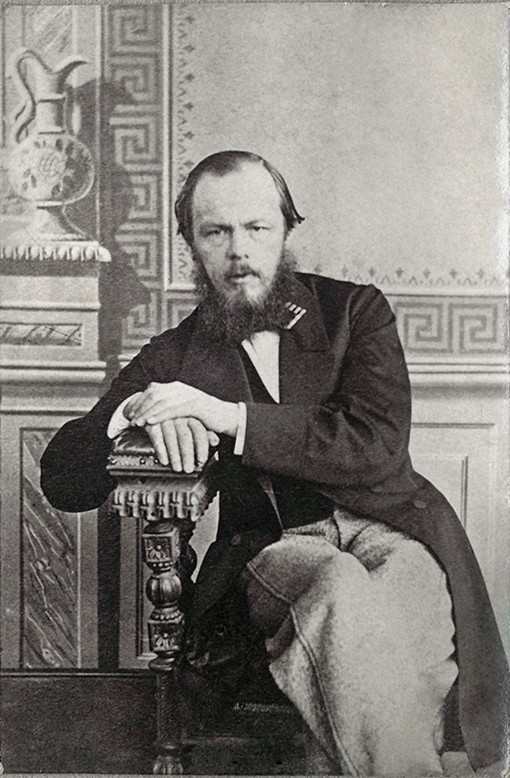
Dostoïevski en 1863.

En juin 1862, il voyage pour la première fois en Europe occidentale. Ses Notes d'hiver sur impressions d'été décrivent ses impressions durant le voyage, dans lequel sont critiqués le capitalisme, la modernisation sociale, le matérialisme, le catholicisme et le protestantisme,.
Dostoïevski effectue un nouveau voyage en Europe d’août à octobre 1863, où il rencontre à Paris Apollinaria Souslova, qui devient sa maîtresse. Dostoïesvki manque d'être ruiné aux jeux de Wiesbaden et Baden-Baden,.
Sa femme Maria Dmitrievna puis son frère Mikhaïl Mikhaïlovitch meurent en 1864. Il commence Les Carnets du sous-sol alors qu'il veille le corps de sa femme défunte. Cette longue nouvelle sert de « laboratoire aux grands romans » : en réponse au roman Que faire ? du révolutionnaire Nikolaï Tchernychevski, il y développe une réflexion théologique sur la place de l'homme moderne et les limites de sa liberté dans la Création.
Il revoit la jeune Apollinaria Souslova, qui refuse sa demande en mariage. Il est malade, couvert de dettes et doit fournir de quoi vivre à la veuve et aux enfants de son frère qu'il a adoptés. Au printemps 1867, pour échapper à ses créanciers, il voyage en Allemagne, en Suisse (il séjourne à Genève, où il vit la naissance puis la mort trois mois plus tard de sa première fille Sophie) et en Italie (Milan, Florence), désespéré, tente une nouvelle fois sa chance à la roulette. On trouve des échos de sa passion maladive du jeu dans Le Joueur (1866) et L'Adolescent (1875). Il publie en parallèle son Journal d'un écrivain[réf. nécessaire].
Ces années d'errance et de troubles marquent profondément Dostoïevski. Son aversion pour l'Europe et la démocratie grandit. Selon Dostoïevski, l'égalité démocratique n'efface pas la violence des rapports humains mais l'exacerbe au contraire. En outre, en détruisant Dieu et la monarchie, l'homme crée selon lui un monde dominé par le matérialisme, l'individualisme et l'égoïsme. Sa pensée le conduit alors à revenir dans le giron de l'Église orthodoxe et à développer sous forme de roman une philosophie de la religion orthodoxe.

#### Second mariage et lune de miel
Les deux premières parties de Crime et Châtiment sont publiées en janvier et février 1866 dans le périodique Le Messager russe, qui gagne dès lors en popularité.

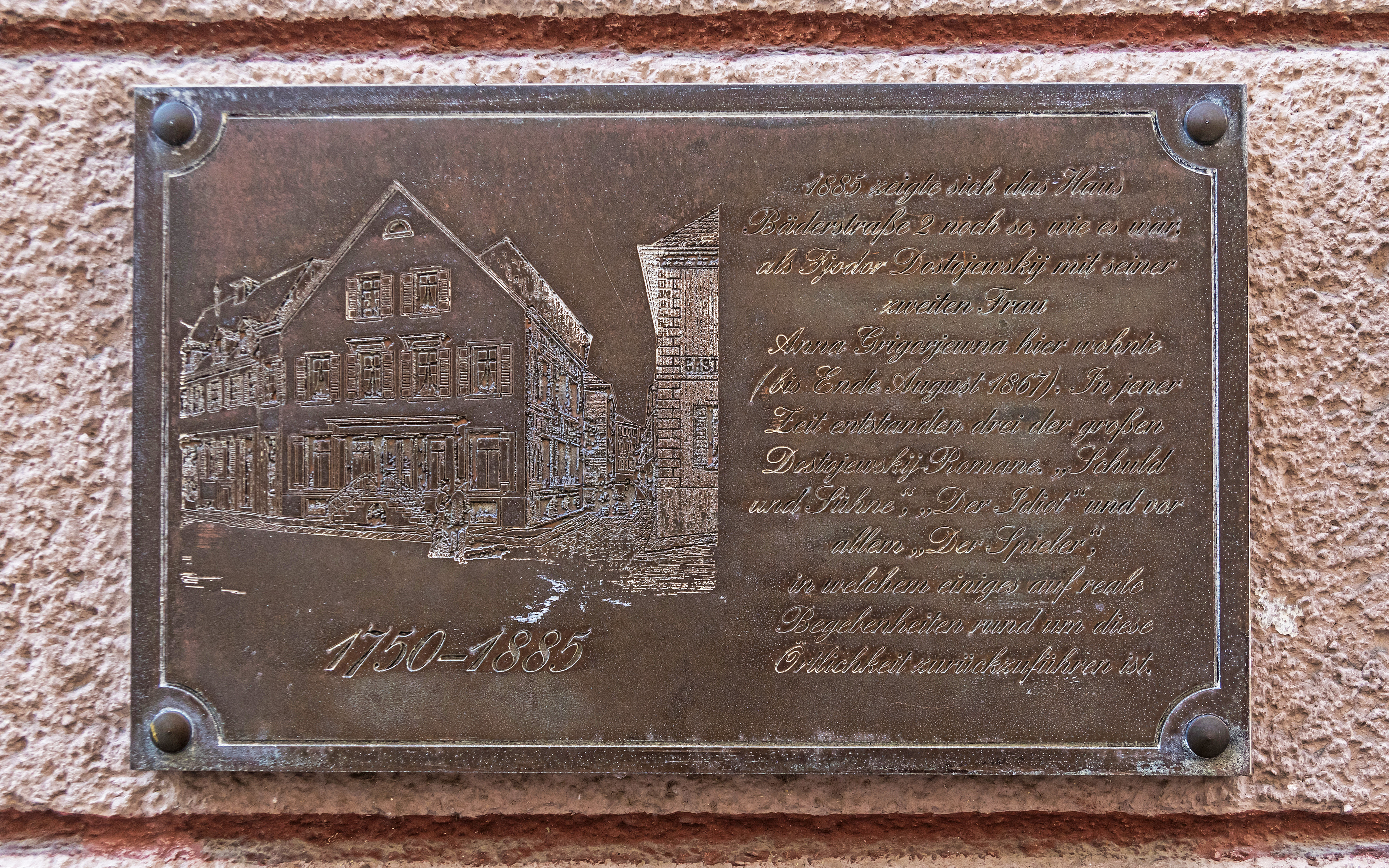
Plaque commémorative en l'honneur de Dostoïevski, à Baden-Baden.

Dostoïevski retourne à Saint-Pétersbourg à la mi-septembre et promet à son éditeur qu'il terminerait Le Joueur en novembre — dont il n'a pas débuté la rédaction. L'un des amis de Dostoïevski, Milyukov, lui conseille d'embaucher une secrétaire. Dostoïevski contacte le sténographe Pavel Olkhin qui lui a recommandé son élève, Anna Grigorievna Snitkina, alors âgée de vingt ans. Sa sténographie permet à Dostoïevski de terminer la rédaction du Joueur le 30 octobre, après 26 jours de travail,.
Dostoïevski épouse, contre l'avis de sa famille, Anna Grigorievna Snitkina dans la Cathédrale de la Trinité, à Saint-Pétersbourg seulement quelques mois après, le 15 février 1867. Les revenus des romans précédents, dont Crime et Châtiment, ne couvrent pas leurs dettes, obligeant Anna à vendre ses objets de valeur. Le 14 avril 1867, ils entreprennent un voyage de noce en Allemagne avec l'argent de la vente. Ils séjournent à Berlin et visitent la Gemäldegalerie Alte Meister de Dresde, puis voyagent à Francfort, Darmstadt, Heidelberg et Karlsruhe. Ils passent cinq semaines à Baden-Baden, où Dostoïevski se dispute avec Tourgueniev et perd encore beaucoup d'argent à de roulette,. Le couple se rend à Genève en août de la même année.

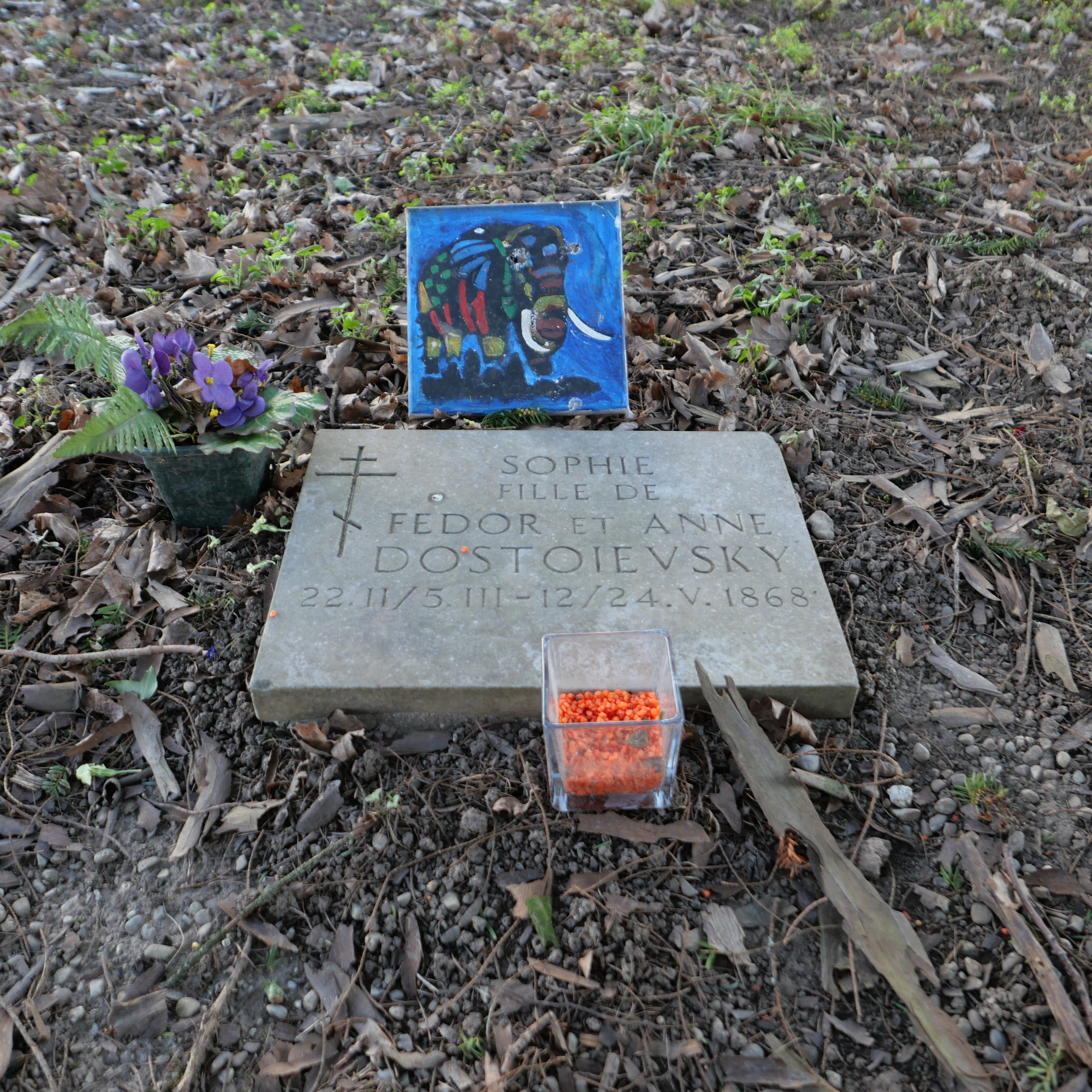
Sophie Dostoïevski enterrée au Cimetière des Rois, à Genève.

Dostoïevski commence L'Idiot à Genève, dont la rédaction est recommencée une fois, et est terminée à grand peine en janvier 1869,,. Leur premier enfant, Sophia, nait à Genève le 5 mars 1868, mais meurt de pneumonie trois mois plus tard. Sophie est enterrée au Cimetière des Rois,.
En septembre 1868, la famille Dostoïevski quitte Genève et part pour Milan et s'installe en novembre à Florence. Anna donne naissance à leur deuxième fille, Lioubov, le 26 septembre 1869 à Dresde. Grâce à l'esprit pratique et à la volonté de son épouse, la situation du ménage s'améliore considérablement. Dostoïevski finit par renoncer au jeu.
La famille rentre à Saint-Pétersbourg le 8 juillet 1871, marquant la fin d'une lune de miel (initialement prévue pour trois mois) qui a duré plus de quatre ans,.

### Maturité (1871-1881)

#### Retour en Russie

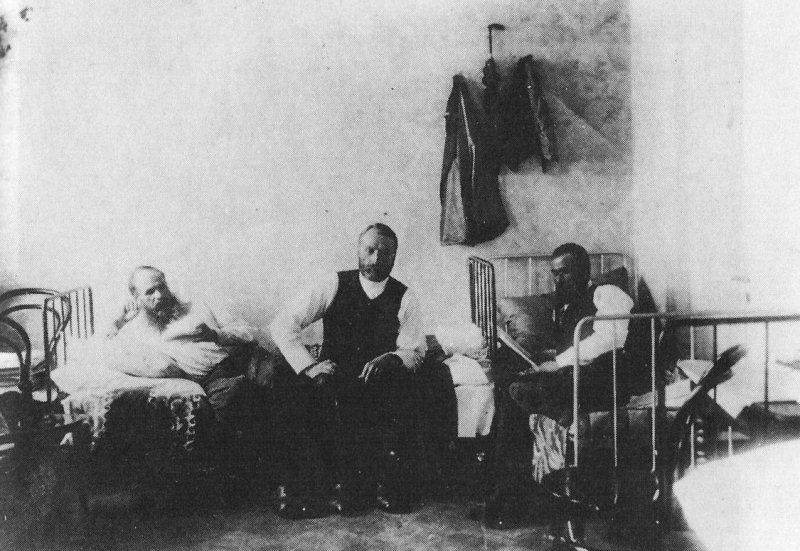
Dostoïevski (à gauche), les 21-22 mars 1874.

De retour en Russie en juillet 1871, la famille connait de nouvelles difficultés financières et doit vendre le reste de ses biens. Leur fils Fiodor nait le 16 juillet, et ils emménagent peu après dans un appartement près de l'Institut de technologie à Saint-Pétersbourg.
Dostoïevski ravive ses amitiés avec Apollon Maïkov et Nicolaï Strakhov et a fait de nouvelles connaissances. Politiquement, d'abord fervent occidentaliste, il devient nationaliste et presque chauvin sous l'influence de Constantin Pobiedonostsev, futur haut-commissaire impérial du Très Saint-Synode. Dostoïevski aime le peuple russe avec passion et hait profondément les usuriers qui saignent les pauvres gens. Crime et Châtiment s'ouvre d'ailleurs sur l'assassinat d'une prêteuse sur gage par un étudiant pauvre, et dépeint longuement les milieux très pauvres de Saint-Pétersbourg et les ravages que l'alcoolisme y produit.
Parallèlement, son rêve d’un universalisme panhumain sous férule slave le rend « antisémite comme un Cent Noir »,.
Au début de 1872, la famille passe plusieurs mois à la station thermale Staraïa Roussa. Durant cette période, le travail de Dostoïevski est retardé par d'une part le décès de la sœur d'Anna, du typhus ou du paludisme, et d'autre part le développement d'un abcès à la gorge d'Anna,. La famille retourne à Saint-Pétersbourg en septembre.
Son roman Les Démons est inspiré d'un fait divers tragique : l'assassinat par les siens d'un des membres du groupe révolutionnaire de Serge Netchaïev. Il est publié en 1873 par la Société d'édition Dostoïevski, fondée par Dostoïevski et son épouse. Au même moment, un manque de fonds pousse Dostoïevski à rejoindre la revue Le Citoyen, fondée par Vladimir Mechtcherski, pour un salaire de 3 000 roubles par an, et à y publier le Journal d'un écrivain,. À la suite de diverses affaires judiciaires et financières, il quitte Le Citoyen et son environnement stressant et bureaucratique en mars 1874.
Sa santé commence à se détériorer, et on lui conseille de suivre une cure hors du pays. À Ems en Allemagne, un médecin lui diagnostique un catarrhe. Durant son séjour, il commence L'Adolescent, et envoie quelques passages aux Annales de la Patrie ; il terminera sa rédaction un an plus tard. Il retourne à Saint-Pétersbourg fin juillet,.
Sous l'impulsion d'Anna, ils passent l'hiver 1874 à Staraïa Roussa pour permettre à Dostoïevski de se reposer. Son fils Alexeï y nait 10 août 1875. À la mi-septembre, la famille retourne à Saint-Pétersbourg,.

#### Dernières années

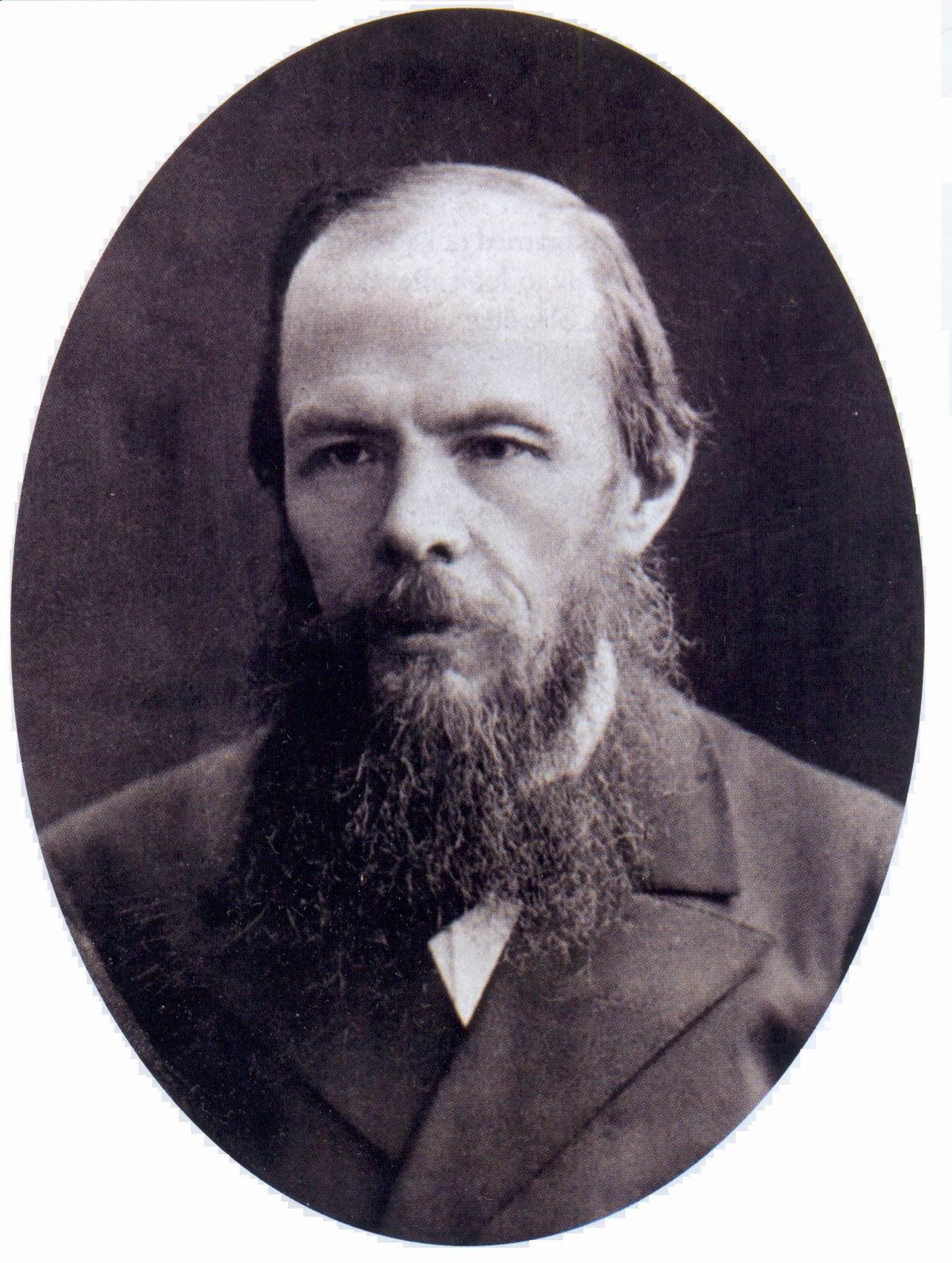
Dostoïevski, en 1879.

Au début de 1876, Dostoïevski poursuit son Journal. Le livre comprend de nombreux essais et quelques nouvelles sur la société, la religion, la politique et l'éthique. La collection se vend deux fois plus que ses livres précédents. Dostoïevski reçoit plus de lettres de lecteurs que jamais auparavant et des personnes de tous âges et de toutes professions lui rendent visite. Avec l'aide du frère d'Anna, la famille achète une datcha à Staraïa Roussa. Au cours de l’été 1876, Dostoïevski recommence à souffrir d’essoufflement. Il se rend à Ems pour la troisième fois et on lui a dit qu'il peut vivre encore 15 ans s'il déménageait dans un climat plus sain. À son retour en Russie, l'empereur Alexandre II ordonne à Dostoïevski de visiter son palais pour lui présenter le Journal et lui demande d'éduquer ses fils, Sergueï et Paul. Il est un invité fréquent dans plusieurs salons de Saint-Pétersbourg et rencontre de nombreuses personnalités, dont la comtesse Sophie Tolstoï, Iakov Polonski, Serge Witte, Alexeï Souvorine, Anton Rubinstein et Ilia Répine,.
Seulement, la santé de Dostoïevski se détériore encore et il connait quatre crises d'épilepsie en mars 1877. Plutôt que de retourner à Ems, il visite Maly Prikol, un manoir près de Kursk. De retour à Saint-Pétersbourg pour finaliser son Journal, il visite Darovoïe, où il a passé une grande partie de son enfance. En décembre, il assiste aux funérailles du poète Nekrassov et prononce un discours. En 1877, il est nommé membre honoraire de l'Académie des sciences de Russie ; élu au conseil d'administration de la Société slave de Saint-Pétersbourg ; à l'été, il est élu au comité d'honneur de l'Association Littéraire et Artistique Internationale (en), qui compte parmi ses membres Victor Hugo, Ivan Tourgueniev, Paul Heyse, Alfred Tennyson, Anthony Trollope, Henry Longfellow, Ralph Waldo Emerson et Léon Tolstoï. Dostoïevski effectue sa quatrième et dernière visite à Ems début août 1879. On lui diagnostique un emphysème pulmonaire à un stade précoce, qui pourrait être traité avec succès,.

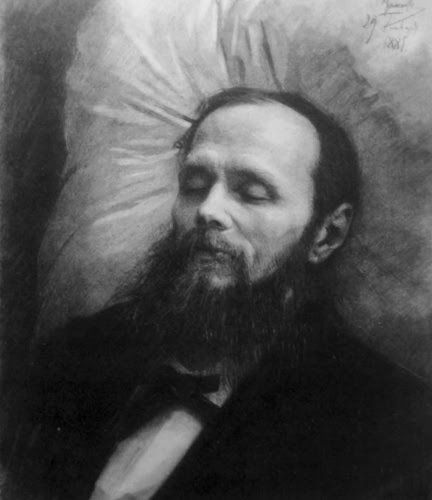
Dostoïevski sur son lit de mort, dessin de Ivan Kramskoï, 1881.

Son œuvre romanesque s'achève en 1880 par Les Frères Karamazov qu'il publie à l'âge de 59 ans. Cette œuvre incarne l'apogée de l'art de Dostoïevski. Le roman synthétise ses deux plus grands thèmes de réflexion : la force irrationnelle de la passion et l'existence de Dieu. Ce livre connaît un succès certain et assoit la place de Dostoïevski parmi les grands écrivains russes.
En juin 1880, son Discours sur Pouchkine, où il évoque sa vision sur le rôle de la Russie dans le monde, fait de lui un héros national acclamé tant par la jeunesse, les femmes russes que par ses anciens ennemis (Ivan Tourgueniev au premier rang). Certains critiques lui ont reproché sa fervente poursuite de l'idée russe, comme le politologue libéral Alexander Gradovsky, ou le penseur conservateur Constantin Léontiev dans son essai Sur l'amour universel. Les attaques ont conduit à une nouvelle détérioration de son état d'esprit et de santé,.

### Mort

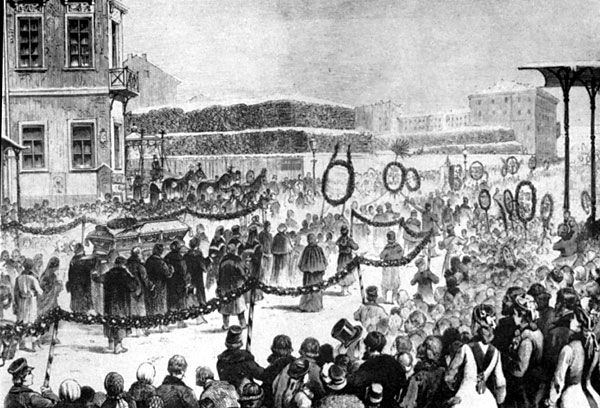
Dessin des funérailles de Dostoïesvki, qui ont réuni plus de 60000 personnes.

Il succombe à Saint-Pétersbourg d'une hémorragie pulmonaire le 9 février 1881,,. Dostoïevski demande avant de mourir que la parabole du fils prodigue soit lue à ses enfants. Le sens profond de cette demande est souligné par son biographe Joseph Frank : 

« C'est cette parabole de la transgression, du repentir et du pardon qu'il souhaitait laisser comme dernier héritage à ses enfants. Elle pourrait être considérée comme sa propre compréhension du sens de sa vie et du message de son œuvre. »

 Ses obsèques nationales ont lieu le 12 février 1881 et sont suivies par trente mille personnes,. Il est enterré au cimetière Tikhvine à Saint-Pétersbourg. À la fin de sa vie, Dostoïevski est un fervent croyant et abandonne l'agnosticisme de ses premières années. Sur sa pierre tombale est cité un verset du Nouveau Testament : « En vérité, en vérité, je vous le dis, si le grain de blé qui est tombé en terre ne meurt, il reste seul ; mais, s'il meurt, il porte beaucoup de fruit. » (Jean 12,24),.

## Dostoïevski, l'homme

### Un caractère complexe
Au vu de la vie et des personnages de Fiodor Dostoïevski, il est tentant d'en transposer le caractère sombre et tourmenté au caractère de l'auteur. En effet, dès son enfance, ce dernier connaît, auprès des malades de l'hôpital des pauvres de Mariinsky, la maladie et la mort. Sa mère décède alors qu'il n'a que quinze ans ; son père est décrit comme tyrannique et froid et décède brutalement trois ans plus tard. Les brefs témoignages que l'on a de son passage à l'internat de Saint-Petersbourg le décrivent comme « taciturne », au « teint pâle et maladif ». Ces traits ont été parfois exagérés ou surinterprétés par ses biographes,. Dans son analyse des Frères Karamazov, Dostoïevski et le parricide, Freud distingue ainsi quatre caractéristiques communément attribué à l'homme : « l'écrivain, le névrosé, le moraliste et le pécheur ». Il s'attache à montrer la difficulté de toute entreprise de réduction de la personnalité complexe de Dostoïesvki en quelques traits.
D'autre part, il est tentant d'identifier l'auteur au héros de L'Adolescent, enfant bâtard placé chez des étrangers où il grandit sans amour et est souvent humilié, dans une haine mêlée d’attirance envers sa famille et spécialement son père. D'autres rapports complexes entre père et fils peuvent être chez les Frères Karamazov, Nétotchka Nezvanova, Les Pauvres gens ou encore La Logeuse. Mais alors pourquoi identifier Dostoïesvki en Ivan plutôt qu'en Alexis Karamazov ; en Stavroguine plutôt qu'en le prince Mychkine ? La personnalité et les idées de Dostoïesvki se reflètent dans l'ensemble de ses œuvres et de ses personnages.
C'est à travers son œuvre romanesque prise dans son ensemble et non dans les paroles de ses personnages qu'il faut chercher cette pensée, principalement d'ordre ontologique, voire anthropologique. C'est aussi à travers son Journal et sa correspondance que transparaissent certaines de ses pensées et attitudes. Encore faut-il prendre garde au ton polémique que peut prendre son Journal et au destinataire de certaines lettres.

### Une santé fragile

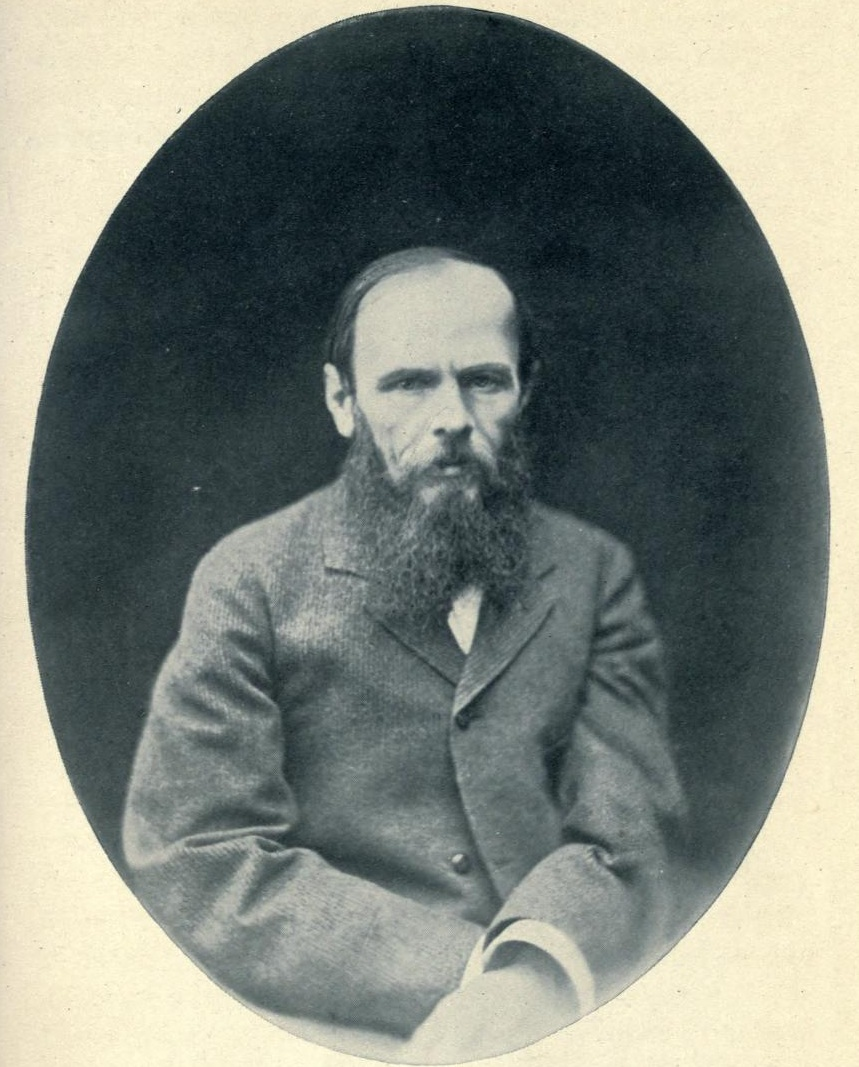
Fiodor Mikhaïlovitch Dostoïevski en 1880.

Dostoïevski se qualifiait lui-même d'épileptique, maladie qu'on lui constata au bagne d'Omsk et à Barnaoul. Dostoïevski tient un carnet où sont détaillés l'heure, les symptômes et les conséquences de l'attaque. Ses attaques sévères sont accompagnées de pertes de conscience, de contractions musculaires et d'un abattement consécutif. Cet état rend impossible le travail de l'écrivain pendant parfois une semaine. Ces crises sont précédées d'un bref instant d'extase que Dostoïevski décrit dans L'Idiot par les mots du prince Mychkine :

« Son cerveau lui semblait prendre feu… une tension subite de toutes ses énergies… un sens vital décuplé… le cerveau, le cœur d'une lumière extraordinaire… ses troubles, doutes inquiétudes apprises, fondus dans une quiétude supérieure faite de joie et d'espérance, limpide, harmonieuse, plein d'intelligence de la cause finale… »

Dès 1846, Dostoïevski est très préoccupé de sa santé et sa future femme Anna Dostoïevskaïa le sera tout autant.
Par ailleurs, Dostoïevski est d'un caractère nerveux. Les mémoires d'Anna Dostoïevskaïa font état d'excès de jalousie ou de violence. On sait qu'il a connu l'addiction aux jeux d'argents. L'écrivain le sait, lui-même se dit « ridicule et infect », il en tire un matériau littéraire important dans la construction de certains des personnages de ses romans, voire des thèmes abordés comme Le Joueur à propos de la séduction du jeu.

### La volonté et le sens social
Son caractère privé contraste toutefois avec son attitude dans le monde, où Dostoïevski se montre la plupart du temps sociable et généreux. Ayant gagné de grandes sommes au casino, Dostoïevski n'hésite pas à faire preuve d'une grande générosité avec son entourage. Il endossa les dettes de son frère Mikhaïl, et entretint dix ans après la mort de ce dernier la veuve et ses enfants.
Il connait l'instabilité matérielle en tant qu'étudiant et écrivain, avant la stabilité familiale. Alors, Dostoïevski se montre être un père aimant, voire dévoué, et tendre envers ses enfants. Paul Claudel réconcilie cet aspect contradictoire de l'homme à la nature trouble, selon lui « Dostoïevski [est] quelqu'un qui a cette chose si rare chez les écrivains : le cœur… il a souffert, il a aimé. »
La dimension sociale que prennent des œuvres comme Crime et Châtiment ou Nétotchka Nezvanova, mais aussi explicite dans ses carnets, donne un aperçu de l'engagement moral de l'auteur. Il fut toute sa vie un observateur assidu de l'évolution politique, économique, morale et sociale de la Russie. Pendant ses séjours en Europe, il lit encore les quotidiens russes.

### Dostoïevski penseur

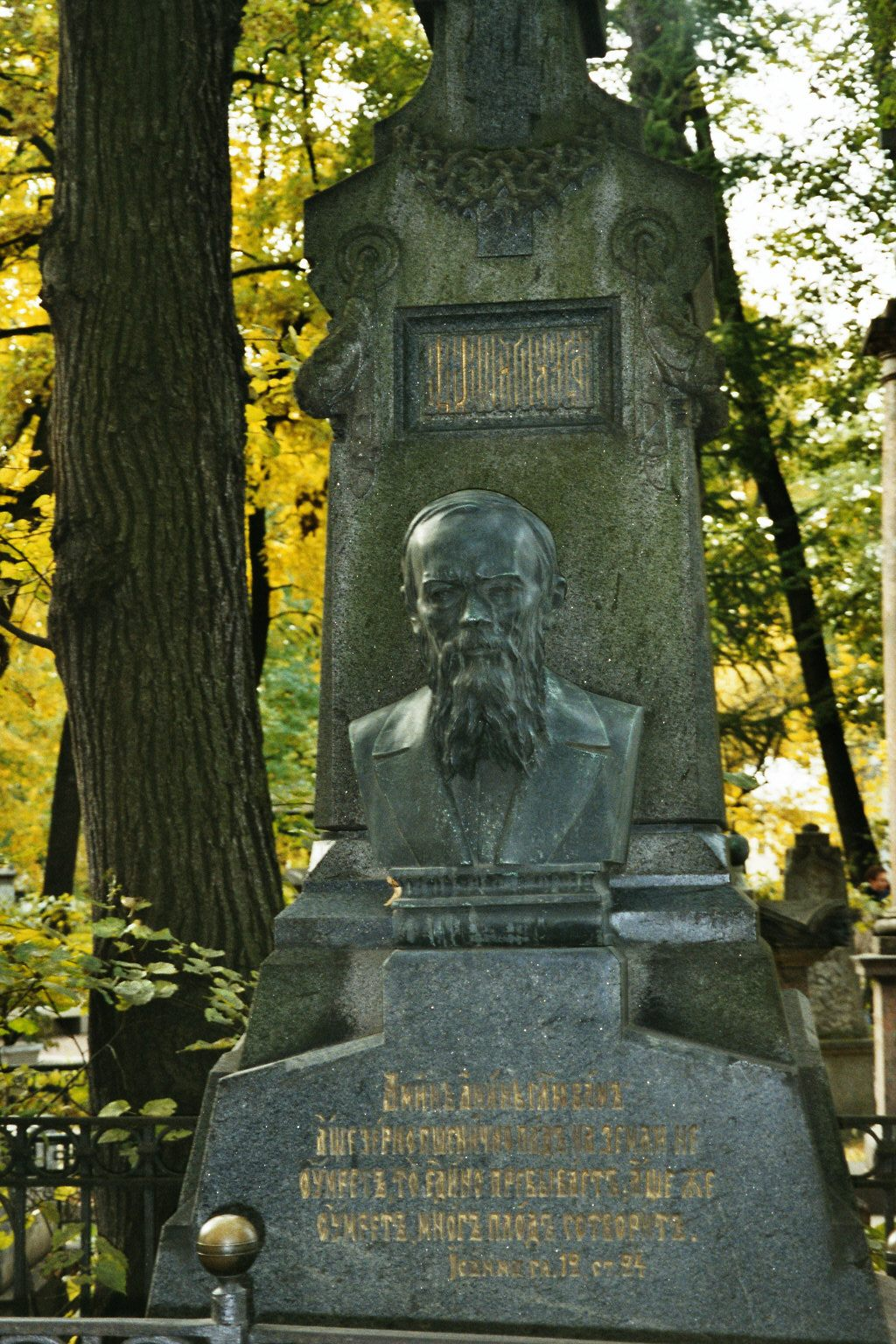
Tombe de Dostoïevski au monastère Saint-Alexandre-Nevski (cimetière Tikhvine), à Saint-Pétersbourg.

Lorsque l'on cherche à définir la pensée de Dostoïevski, on se heurte d'emblée à une difficulté : son œuvre romanesque comporte très peu d'interventions directes de l'auteur comme on en trouve souvent dans les romans du XIXe siècle. Ce ne sont pas des « romans à thèse », mais des romans où s'opposent de façon dialectique des points de vue différents. Ainsi, dans Les Frères Karamazov, Aliocha le croyant s'oppose à Ivan le sceptique, mais l'auteur fait de chacun un personnage cohérent et touchant. Rien ne serait donc plus trompeur que de prêter à Dostoïevski les opinions de ses personnages. C'est avec la plus grande prudence qu'il faut lire les citations extraites de son œuvre romanesque.
Il existe bien une pensée originale chez Dostoïevski, notamment au vu de son influence sur de nombreux philosophes tels que Nietzsche, André Suarès, Albert Camus, les existentialistes, René Girard, ou encore sur la psychologie. À ce sujet, Freud écrit un article Dostoïevski et le parricide. Cependant, il ne s'agit pas de dégager un système philosophique de l'ensemble de son œuvre. Au contraire, l'écrivain fuyait l'abstraction et a rarement tenté d'organiser sa pensée. Tout au plus peut-on esquisser le cadre dans lequel se sont formées les problématiques : ce cadre est chrétien, mais d'une pensée « frémissante de vie et de liberté ».
De plus, la proximité de la pensée de Dostoïevski avec l'existentialisme est telle qu'on a pu le compter parmi les fondateurs de ce courant philosophique, au même titre que Kierkegaard. En effet, ses personnages se construisent au travers de leurs rapports dialectiques à autrui, de leurs actes ou de leurs interactions sociales, par imitation ou opposition. Il montre également la part d'angoisse associée au libre arbitre (voir par exemple l'apologue du Grand Inquisiteur dans Les Frères Karamazov).

## Opinions personnelles et politiques

### Formation politique et morale
Le jeune Dostoïevski aimait lire l'Histoire de l'empire de Russie de Nikolaï Karamzine, monumental travail historique des années 1820 faisant l'éloge du conservatisme et de l'indépendance russe, idées dont s'emparera l'écrivain dans sa vie. Avant son arrestation et son envoi au bagne pour participation au Cercle de Petrachevski en 1849, Dostoïevski note : « Rien ne m'a jamais été plus ridicule que l'idée d'un gouvernement républicain en Russie. » Dans une édition de 1881 de son Journal, Dostoïevski écrit que l'empereur et le peuple doivent former une unité : « Pour le peuple, l'empereur n'est pas une puissance extérieure, ni le pouvoir d'un quelconque conquérant… mais le pouvoir de tout le peuple, un pouvoir unificateur d'un peuple désirant. »
Dans les années 1840, Dostoïevski fait la rencontre du critique Vissarion Belinski, qui prône alors un athéisme feuerbachien. Belinski, alors libéral, écarte la personne du Christ qu'il considère comme un gueux prisé par le peuple. Il entraîne Dostoïevski un moment avec lui : il note dans son Journal « J'ai perdu le Christ dans la maison paternelle. » Mais Dostoïevski conçoit la figure du Christ populaire qui s'écarte de celle des Évangiles. Il ne fait pas la distinction entre les ordres pascaliens de la chair, de l'esprit et de la charité. Il se sépare de Belinski ; c'est le début du développement de la pensée politique de l'écrivain russe. Pour autant, il n'est pas aisé de situer politiquement Dostoïevski : en tant que chrétien, il rejette le socialisme athée ; en tant que conservateur, il rejette la destruction des institutions ; enfin, en tant que pacifiste, il rejette toute méthode violente ou révolutionnaire,. Ce dernier point l'éloigne du cercle Petrachevski. Il reproche en outre au socialisme athée, qu'il qualifie de « fourmilière », le manque d'esprit, l'absence d'un rapport à l'âme, et une tendance à la réaction plutôt qu'à la proposition ou à la création politique.

### Critique de son temps
Selon Dostoïevski, la société démocratique dans laquelle la Russie est brutalement projetée au cours des années 1850 ne fait que rendre les conflits plus violents. Elle promet en effet à chacun un égal droit à la réussite et à la gloire : serfs affranchis, petits fonctionnaires, étudiants pauvres se sentent à égalité avec les nobles ou les grands bourgeois. Inévitablement, les obstacles et les rigidités sociales engendrent alors frustrations et amertume (cf. Les Carnets du sous-sol). C'est d'ailleurs le point de départ du concept de ressentiment chez Nietzsche. Pour le philosophe russe Léon Chestov, Dostoïevski se rapproche de Nietzsche « en ce que leurs œuvres contiennent non pas une réponse mais une question : peuvent-ils encore concevoir quelque espoir, ceux qui ont repoussé la science et la morale ? Autrement dit : la philosophie de la tragédie est-elle possible ? » Léon Chestov avance que les romans métaphysiques de Dostoïevski sont une réponse à La Critique de la raison pure et de la science positive de Kant.
Bien qu'étant critique du servage, Dostoïevski est sceptique quant à la création d'une constitution, concept qu'il considérait comme sans rapport avec l'histoire de la Russie. Plutôt qu'une « une constitution asservirait simplement le peuple », il aspire à la suppression du système féodal et une réduction des inégalités entre la paysannerie et les classes aisées. Prenant pour support l'histoire politique de la France, il juge que la démocratie et l'oligarchie sont de mauvais systèmes politiques. Son utopie est une Russie christianisée où « si tout le monde était activement chrétien, aucune question sociale ne se poserait… S'ils étaient chrétiens, tout serait réglé ». Dans les années 1860, il découvre le Potchvennitchestvo, un mouvement similaire au slavophilisme en ce sens qu'il rejette la culture européenne et certains mouvements philosophiques contemporains, tels que le nihilisme et le matérialisme. Le Potchvennitchestvo diffère du slavophilisme en ce qu'il vise à établir, non une Russie isolée, mais un État ouvert sur le modèle de la Russie de Pierre le Grand.
Dans son article incomplet Socialisme et christianisme, Dostoïevski affirmait que la civilisation (« la deuxième étape dans l'histoire de l'humanité ») s'est dégradée en s'orientant vers le libéralisme et perdant la foi en Dieu. La « crise » religieuse et morale que traversait selon lui l'Europe occidentale est conséquence de la collision entre les intérêts communautaires et individuels où la survie et le narcissisme prenaient le pas sur la compassion et l'unité.

### L'utopie slave
En cela, Dostoïevski distingue trois « idées énormes du monde » répandues à son époque : le catholicisme romain, le protestantisme et l'orthodoxie russe. Selon lui, le catholicisme, qui prolonge la tradition impériale romaine, est devenu antichrétien et proto-socialiste, l'idée du Christ ayant été abandonnée par l'Église pour des « la dernière incarnation de l'idée catholique » et son « allié naturel »[Quoi ?]. D'autre part, le protestantisme perd de son pouvoir et de sa spiritualité de lui-même dans un mouvement inéluctable. Il considère l’orthodoxie (russe) comme la forme idéale du christianisme.
Ses dernières années restent marquées par des discours enflammés sur l'âme et le peuple russes ainsi que sur la supériorité du « génie russe » sur les autres nations. Il attribue un rôle messianique au peuple russe, seul peuple capable de comprendre tous les autres et d'avoir ses spécificités nationales. Selon lui, le peuple russe a pour mission d'apporter le bonheur à l'humanité, et voir dans la monarchie le salut pour la Russie d'une nouvelle nation moderne.

### Au sujet du peuple juif
De nombreux personnages de l'œuvre de Dostoïevski, comme les Juifs, ont été décrits suivant des stéréotypes négatifs. Dans une lettre de 1877 à Arkady Kovner, un juif qui avait accusé Dostoïevski d'antisémitisme, il répond ainsi : 

« Je ne suis pas du tout un ennemi des Juifs et je ne l'ai jamais été. Mais comme vous le dites, son existence de quarante siècles prouve que cette tribu a une vitalité exceptionnelle […] comment ne pas se trouver, ne serait-ce que partiellement, en désaccord avec la population indigène  – la tribu russe ? »

 Dostoïevski se tient à une idéologie panslave soutenue entre autres à cause des occupations ottomanes d'Europe de l'Est. L'écrivain soutient l’héritage chrétien orthodoxe commun, qu'il considère à la fois comme unificateur et salvateur.

## Dostoïevski et la religion

### Jeunesse et expérience religieuse

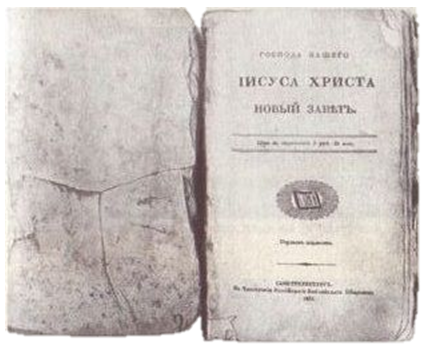
Pages de couverture du Nouveau Testament que Dostoïevski apporta en prison.

Dostoïevski est élevé dans une famille chrétienne orthodoxe ; il fréquente l'Évangile dès son plus jeune âge,. Un diacre de l'hôpital lui a donné une instruction religieuse. Parmi ses souvenirs d'enfance les plus précieux se trouve sa récitation, alors qu'il « était encore presque un enfant » des passages du Livre de Job aux malades. Plus tard, une Bible sera toujours placée en évidence sur son bureau (et est depuis conservée au Musée Dostoïevski à Saint-Petersbourg) ; ainsi qu'une reproduction de La Madone Sixtine de Raphaël qu'il a vue à Dresde en 1862.
Il témoigne d'une grande sensibilité à la question de l'expérience religieuse jusqu'à la fin de sa vie. Il écrit par exemple, le 10 juin 1875, à sa femme Anna Dostoïevskaïa : « je lis le Livre de Job et je plonge dans une extase maladive : je m'arrête de lire et marche de long en large à travers la pièce pendant une heure, au bord des larmes. » À propos du tableau de La Madone Sixtine, Anna rapporte dans ses Mémoires : « Que de fois j'ai trouvé Fiodor Mikhaïlovitch pendant la dernière année de sa vie debout devant ce grand tableau, en proie à un attendrissement si profond qu'il ne m'entendait pas entrer ».
À travers la littérature d'Hoffmann, Balzac, Eugène Sue et Goethe, Dostoïevski crée son système de croyance propre, similaire au sectarianisme russe et aux vieux-croyants. Après l'épisode de son arrestation, du simulacre d'exécution et de son emprisonnement, il se concentre intensément sur la figure du Christ et sur le Nouveau Testament, le seul ouvrage autorisé en prison. Dans une lettre de janvier 1854 adressée à la femme qui lui avait envoyé le Nouveau Testament, Dostoïevski écrit qu'il est et restera « un enfant de l'incrédulité et du doute jusqu'à la tombe ». Il écrit : « même si l'on me démontrait que la vérité se trouve en dehors du Christ, je choisirais le Christ plutôt que la vérité ».

### Entre foi et incroyance
Cependant ses rapports à sa propre croyance sont délicats. Deux personnages du roman Les Démons peuvent éclairer l'ambivalence dostoïevskienne de la foi et de la croyance. D'une part, il y a l'athéisme pénétré du personnage de Kirilov : « Dieu est la souffrance de la peur de la mort. […] Il n'existe pas, mais Il est. » (I, III, 8) qui se tient à « l'avant-dernier échelon qui précède la foi parfaite ». D'autre part, se trouve à l'opposé le personnage de Chatov. À la question de Stavroguine de savoir s'il croit en Dieu, Chatov répond (II, I, 7):

« – Je crois à la Russie, je crois à son orthodoxie… Je crois au corps du Christ… Je crois que le second avènement aura lieu en Russie… Je crois, balbutia Chatov hors de lui.
– Et en Dieu ? En Dieu ?
– Je… croirai en Dieu. »

La foi et l'incroyance relèvent d'une même volonté d'approcher les questions fondamentales de l'œuvre de Dostoïevski. Mais là où la première procède par une certitude religieuse qui est celle du cœur, l'autre parvient à la vérité par la recherche de preuves.

### Dieu et le Christ
C'est lors de son passage au bagne que se développe la force spirituelle de Dostoïevski. Il écrit dans une correspondance : « Je te jure que je ne perdrai pas espoir et garderai purs mon esprit et mon cœur… Je dois vivre… Ces années ne seront pas stériles. » Au fond de son enfer, il rencontre le Christ, et sa foi renouvelée va désormais le guider dans sa vie privée, dans sa vie d'écrivain et dans sa vie politique : « … il n'est rien de plus beau, de plus profond, de plus sympathique, de plus raisonnable, de plus viril et de plus parfait que le Christ… Désormais, je n'écrirai plus d'âneries ».

L'attitude religieuse de Dostoïevski est hésitante, partagée entre la transcendance d'un Dieu – métaphysique, lointain – et l'immanence d'un Christ – intelligible et concret. L'orthodoxie russe du siècle de Fiodor Dostoïevski ne fait pas de préférence entre les figures chérifiennes de Dieu et du Christ. Or la personne du Christ a pour l'écrivain bien plus de poids que celle du Dieu, comme certains des extraits précédents le montrent. Les définitions que donne Dostoïevski de ces deux entités sont confuses :
Il ne tranchera jamais la question de déterminer le rapport du Christ à Dieu, il sait avec douleur qu'il ne pourra jamais le savoir. Le commentateur Louis Allain avance deux certitudes qu'a soutenues Dostoïevski. Premièrement celle de l'existence de Dieu ; secondement que le Christ est le garant du salut de l'humanité.

### L'immortalité
« Oui, nous ressusciterons, nous nous reverrons tous et nous nous raconterons joyeusement tout ce qui se sera passé, dit Aliocha, mi-rieur, mi enthousiaste. »

— Fiodor Dostoïevski, excipit, Les Frères Karamazov
Parallèlement à la croyance de l'homme en Dieu, Dostoïevski attache une grande importance à la croyance en l'immortalité de l'homme. Deux textes fondamentaux traitent de ce thème : la Méditation (1864) écrit au chevet du corps de Marie Dmitrievna, première épouse de Dostoïevski, et une lettre à N. P. Peterson (1878) sur la « résurrection des morts ». Ces textes distinguent deux formes d'immortalités : celle de l'âme après le Jugement dernier au sein du Christ, et une immortalité historique « au stade final de l'humanité » que le Christ achève. Chaque individu se confond dans le développement de l'humanité, et Dostoïevski de préciser dans la Méditation qu'après le Jugement dernier, nous « serons des êtres en fusion perpétuelle avec tout, en contractant point d'union charnelle. Alors tout aura pleine conscience et connaissance de soi, à jamais. ».
Dans ses dernières années, Dostoïevski ajoute à sa réflexion le projet de la « résurrection des morts », c'est-à-dire le projet immédiat de chaque vivant de rétablir la justice avec les morts en les faisant ressusciter. Certes il manque à l'homme le savoir scientifique et spirituel pour y parvenir ; mais telle est la tâche de l'homme idéal. Ce faisant, l'homme se montre un être collectif, voir confondu à l'humanité entière. On lit ainsi dans les brouillons des Frères Karamazov :

« Transfert de l'amour. Il n'a pas oublié non plus ceux-là. Croyance que nous renaîtrons et que nous nous retrouverons tous dans l'harmonie universelle […] La résurrection des ancêtres dépend de nous. »

## Thématiques de l'œuvre
Ses premières œuvres mettent l'accent sur le réalisme et le naturalisme, ainsi que sur des questions sociales telles que les rapports entre classes économiques. Des éléments de fiction « un explorateur d'idées », grandement affecté par les événements sociopolitiques survenus de son vivant. Après sa sortie de prison, son style d'écriture s'est éloigné de ce qu'Apollon Grigoriev nomme le « naturalisme sentimental » de ses œuvres antérieures, et s'est davantage préoccupé de la dramatisation de thèmes psychologiques et philosophiques.

### Description chronologique

#### Premiers écrits

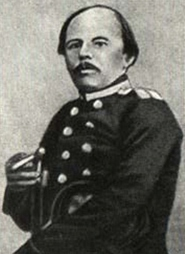
Dostoïevski, en 1859.

Les traductions d'Eugénie Grandet de Balzac et de La Dernière Aldini de Sand diffèrent des traductions standards. Sa traduction du roman de Balzac est ponctuée d'omissions et de paraphrases, peut-être dues à sa connaissance rudimentaire du français ou de sa précipitation. Il utilise un registre littéraire sombre, comme « lugubre » pour traduire « pâle » ou « froid », et des adjectifs sensationnels, comme « horrible » et « mystérieux ». La traduction de La Dernière Aldini ne fut jamais achevée car une autre traduction avait été publiée en 1837. Il abandonna également son travail sur Mathilde d'Eugène Sue, faute de fonds suffisants.
Le premier roman de Dostoïevski, Les Pauvres Gens, est un roman épistolaire dépeignant la relation entre le vieux fonctionnaire Macaire Diévouchkine et la jeune couturière Varvara Dobroselova, une parente éloignée. Leur correspondance révèle l'adoration tendre et sentimentale de Diévouchkine pour Varvara alors qu'ils sont aux prises avec les problèmes déroutants et parfois déchirants que leur impose leur humble position sociale. Le roman fut un succès, décrit comme « le premier roman social de Russie » par Vissarion Belinski, en raison de sa représentation sympathique des personnes pauvres et opprimées. L'œuvre suivante de Dostoïevski, Le Double, est opposée à la fois par sa forme et par son style aux Pauvres Gens. Contrairement au premier roman, Le Double n'a pas été bien reçu par la critique, qui a pointé sa logorrhée et la structure complexe,.
Les nouvelles que Dostoïevski a écrites avant son emprisonnement explorent des thèmes similaires aux Pauvres Gens et au Double. Le narrateur des Nuits blanches, un jeune homme souffrant de solitude, rencontre une jeune femme et en tombe amoureux. Le texte est empreint d'un riche répertoire musical, d'ironie, et d'un « pathétique chaleureux ». Les trois premières parties de son roman inachevé Nétotchka Nezvanova racontent les épreuves et les tribulations de Nétotchka, belle-fille d'un violoniste, tandis que dans Un sapin de Noël et un mariage, Dostoïevski s'essaie à la satire sociale.

#### Maturité
Après sa sortie de prison, Dostoïevski s'est davantage préoccupé d'élucider des thèmes psychologiques et philosophiques ; son style littéraire s'éloigne du « naturalisme sentimental » que l'on retrouve dans ses premiers romans. Bien qu'il ait passé quatre ans en prison dans des conditions éprouvantes, il tire de ces années deux œuvres humoristiques : la nouvelle Le Rêve de l'oncle et le roman Le Bourg de Stépantchikovo et sa population. Les Souvenirs de la maison des morts constituent la description — quoique romancée — des quatre années que Dostoïevski passa au bagne d'Omsk, et traitent des thèmes religieux. Des personnages des trois religions abrahamiques — le judaïsme, l'islam et le christianisme — y apparaissent, et bien que le personnage juif Isay Fomich et les personnages affiliés à l'Église orthodoxe orientale et aux vieux croyants soient représentés en mal, les musulmans Nurra et Aley du Daghestan sont représentés en bien. Aley est ensuite éduqué en lisant la Bible et montre une fascination pour le message altruiste du Sermon sur la montagne du Christ, qu'il considère comme la philosophie idéale.
Le roman Les Carnets du sous-sol, écrit en partie en prison, est son premier livre laïque. Dostoïevski insiste plus tard sur sa réticence à supprimer les thèmes religieux du livre.
Le chercheur Victor Terras (es) émet l'hypothèse que l'inquiétude de Dostoïevski envers les opprimés après Les Carnets est « motivée moins par la compassion que par une curiosité malsaine pour les recoins les plus sombres de la psyché humaine […], que par un esprit pervers attiré pour les états malades de l'esprit humain […], par le plaisir sadique d'observer la souffrance humaine ». Le roman Humiliés et offensés est également laïque ; ce n'est qu'à la fin des années 1860, à partir de la publication de Crime et Châtiment, que les thèmes religieux de Dostoïevski refont surface.
Les ouvrages publiés par Dostoïevski dans les années 1870 explorent la capacité de manipulation de l’être humain. Les nouvelles Le mari éternel et La douce décrivent la relation entre un homme et une femme mariés, le premier relatant la manipulation d'un mari par sa femme ; le second la réciproque. Le Rêve d'un homme ridicule élève le thème de la manipulation de l'individu à un niveau métaphysique. Le philosophe Strakhov décrit Dostoïevski comme « un grand penseur et visionnaire… un dialecticien de génie, l'un des plus grands métaphysiciens de Russie ».

### Thèmes
Les thèmes abordés dans l'œuvre de Fiodor Dostoïevski ont trait aux relations de l'homme avec lui-même ; avec les autres hommes ; et enfin avec Dieu. Cela amène l'auteur à traiter de sujets variés tels que le suicide, la pauvreté, la condition humaine ou encore la moralité et l'immoralité. Dostoïevski est profondément chrétien orthodoxe et les thèmes religieux parcourent l'ensemble de ses œuvres, en particulier celles écrites après sa sortie de prison en 1854.

#### La variété de passions
L'une des caractéristiques les plus frappantes des romans de Dostoïevski est l'outrance des personnages et des situations. On rencontre ainsi des débauchés nihilistes, des femmes fatales, des mères prostituant leurs enfants, des alcooliques invétérés, de nombreux personnages à la limite de la folie (mégalomanie, délire de persécution, sadisme…), mais aussi des « saints » incarnant l'idéal chrétien, tel le starets Zosima (Les Frères Karamazov) ou le prince Mychkine (L'Idiot). Toute une palette de figures se décline ainsi, allant du personnage démoniaque, comme Rogojine, au fol-en-Christ comme le prince Mychkine. Mais les opposés s'attirent malgré tout et la somme des excès ne peut aboutir qu'à une destruction totale. Les meurtres, les ruines soudaines, les mariages annulés, les maladies mortelles, les suicides se succèdent, parfois à la limite de la vraisemblance. L'intensité de ces scènes est encore relevée par l'utilisation de la narration à la première personne (Le Joueur, L'Adolescent, Humiliés et Offensés entre autres) ou par l'utilisation du dialogue.
Les personnages de Dostoïevski ont en outre la particularité d'évoluer au cours du roman, et souvent radicalement, tel le Raskolnikov de Crime et Châtiment ou Arkadi Dolgorouki dans L'Adolescent. Ce trait marque une profonde rupture avec la tradition littéraire qui privilégie l'unité et la cohérence des personnages et ouvre vers la modernité littéraire.

#### Approche mystique de l'homme

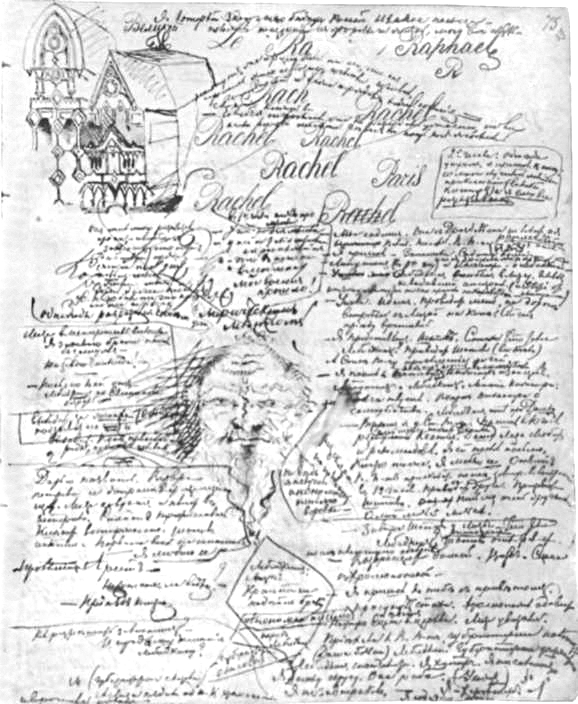
Manuscrit des Démons, parsemé de croquis d'habitations et d'un portrait d'homme.

Selon son ami le critique Nikolaï Strakhov, Dostoïevski a « toute son attention dirigée vers les gens, et il ne saisit que leur nature et leur caractère » ; il est « intéressé par les gens, les gens exclusivement, avec leur état d'âme, avec la façon dont ils vivent, leurs sentiments et leurs pensées ». Le philosophe Nicolas Berdiaev dit de l'écrivain qu'il « n'est pas un artiste réaliste, il est un expérimentateur, un créateur d'une métaphysique expérimentale de la nature humaine. Ses personnages vivent dans un monde illimité et irréaliste ». Ainsi, Dostoïevski révèle une nouvelle science mystique de l'homme.
Les œuvres de Dostoïevski explorent des motifs irrationnels et sombres, les rêves, les émotions et les visions. Son inspiration gothique peut remonter à sa lecture des œuvres de Radcliffe, Balzac, Hoffmann, Charles Maturin et Soulié. Parmi ses premières œuvres gothiques figurait La Logeuse. Le violon démoniaque du beau-père et le mystérieux vendeur dans Nétotchka Nezvanova sont de type gothique. D'autres aspects du même genre peuvent être trouvés dans Crime et Châtiment, par exemple les pièces sombres et lugubres et le personnage méphistophélien de Raskolnikov, et dans les descriptions de Nastassia Filippovna dans L'Idiot et Catherine Ivanovna dans Les Frères Karamazov.

#### Théologie
Lors de son passage au bagne se développe la force spirituelle de Dostoïevski : il y découvre le Christ. Il ne s'endurcit pas, il ne se révolte pas et accepte les révélations qui lui arrivent peu à peu sur la Russie, le peuple russe, la monarchie russe et la religion. Mais cette découverte du Christ n'empêche pas l'écrivain de laisser croyants et athées s'opposer librement dans ses œuvres.
À cet égard, Kirilov, personnage des Démons, imagine que Jésus mourant ne s'est pas retrouvé au Paradis : « Les lois de la nature, dit l'ingénieur, ont fait vivre le Christ au milieu du mensonge et mourir pour un mensonge ». Ce qui fait dire à Albert Camus analysant l'œuvre de Dostoïevski, que « Jésus incarne bien tout le drame humain. Il est l'homme parfait, étant celui qui a réalisé la condition la plus absurde. Il n'est pas le Dieu-homme, mais l'homme-dieu. Et comme lui, chacun de nous peut être crucifié et dupé — l'est dans une certaine mesure. »
La question du Christ, et de l'existence de Dieu, est en fait au cœur de sa réflexion, ainsi que Dostoïevski lui-même l'affirme, parlant des Karamazov : « La question principale qui sera poursuivie dans toutes les parties de ce livre est celle même dont j'ai souffert consciemment ou inconsciemment toute ma vie : l'existence de Dieu ».

#### Le libre arbitre
Les personnages de Dostoïevski saisissent parfois trop tard que la liberté sans bornes peut devenir dangereuse pour eux-mêmes et pour les autres hommes. Dans son essai sur l'écrivain russe, André Gide note la proximité de l'« idée » que poursuivent ces personnages au démon, une « dépréciation évangélique ».

#### Problème du mal
Durant toute sa vie et d'un intérêt croissant avec l'âge, Dostoïevski fut tourmenté par le problème du mal. Plus qu'un thème de méditation, il était fasciné par cette énigme et la concevait comme une mine d'expérimentation majeure. Presque toute l'œuvre de Dostoïevski en est imprégnée, et son étude culmine dans le roman Les Frères Karamazov. Le mal et l'amour sont les seuls vecteurs de signification et d'authenticité dans le monde ; l'un et l'autre s'écartent de tout cadre rationnel et apportent un élément transcendant dans le monde.
Un passage essentiel de la pensée de Dostoïevski est la Légende du Grand Inquisiteur au chapitre 5 de la deuxième partie des Frères Karamazov, où le Grand Inquisiteur, qui ne croit plus en Dieu, offre aux hommes d'échanger leur liberté contre le bonheur terrestre. Nicolas Berdiaev y voit une explication prémonitoire du « socialisme athée et matérialiste »: « S'il n'y a pas de Vérité, pas de Pensée, il ne reste plus qu'un seul concept élevé, la sympathie à l'égard de la masse des hommes, le désir de leur faire goûter un bonheur irréfléchi dans le court instant de la vie terrestre. » Pour Berdiaev, c'est le principe de l'Antéchrist, où « le mal apparaît sous l'aspect du bien. ».
Corrélativement, le suicide est un thème récurrent des écrits de Dostoïevski. Les années 1860 et 1880 sont marquées par une période de suicides en Russie, et de nombreux auteurs russes contemporains ont écrit sur le suicide. Les suicidés et les meurtriers de Dostoïevski sont la plupart du temps incroyants ou tendent vers l'incrédulité : Rodion Raskolnikov dans Crime et Châtiment, Hippolyte dans L'Idiot, Kirilov et Stavroguine dans Les Démons, et Ivan Karamazov et Pavel Smerdiakov dans Les Frères Karamazov. L'incrédulité en Dieu et en l'immortalité, et l'influence de philosophies contemporaines telles que le positivisme et le matérialisme sont des facteurs notables du développement des tendances suicidaires des personnages, bien que Dostoïevski considère lui-même la croyance en Dieu et en l'immortalité comme nécessaire à l'existence humaine,.

#### Imitation
L'une des idées fortes de Dostoïevski est l'existence chez tout être humain d'un besoin inné d'imitation. Le thème de l'imitation est récurrent dans son œuvre, qu'il s'agisse d'un personnage historique (Napoléon Ier dans Crime et Châtiment, James de Rothschild dans L'Adolescent) ou d'un autre personnage romanesque (Le Double, Nétotchka Nezvanova, L'Éternel Mari, etc.). Ce besoin d'imitation porte en lui une tension entre admiration et rivalité qui peut dégénérer en fusion passionnelle comme en haine acharnée. C'est en repérant ce thème dans l'œuvre de Dostoïevski (et d'autres auteurs parmi lesquels Cervantes, Stendhal et Proust) que René Girard élabora son concept de désir mimétique, développé d'abord dans Mensonge romantique et Vérité romanesque (1961), puis dans toute son œuvre. Pour Dostoïevski (comme pour Girard), seule l'imitation du Christ, du fait de sa nature à la fois divine et humaine, sublime et humble, peut conduire à une société juste et sans violence.

#### Autres thèmes
Enfin, l'utilisation de l'espace et du temps par Dostoïevski est analysée par le philologue Vladimir Toporov. Toporov relève l'atmosphère de tension à la lecture de Crime et Châtiment, qui est renforcée par la répétition de mots spécifiques, comme « vdrug » (soudain) qui apparaît 560 fois dans l'édition russe. Les œuvres de Dostoïevski font usage de nombres précis (« à deux pas… », « deux routes à droite »), ainsi que des quantités hautes et arrondies (100, 1000, 10000). Des critiques, tels que Donald Fanger, Roman Katsman ou Boris Kondratiev nomment ce procédé la mythopoéique.

## Analyse de l'œuvre

### Les sources: Dostoïevski lecteur

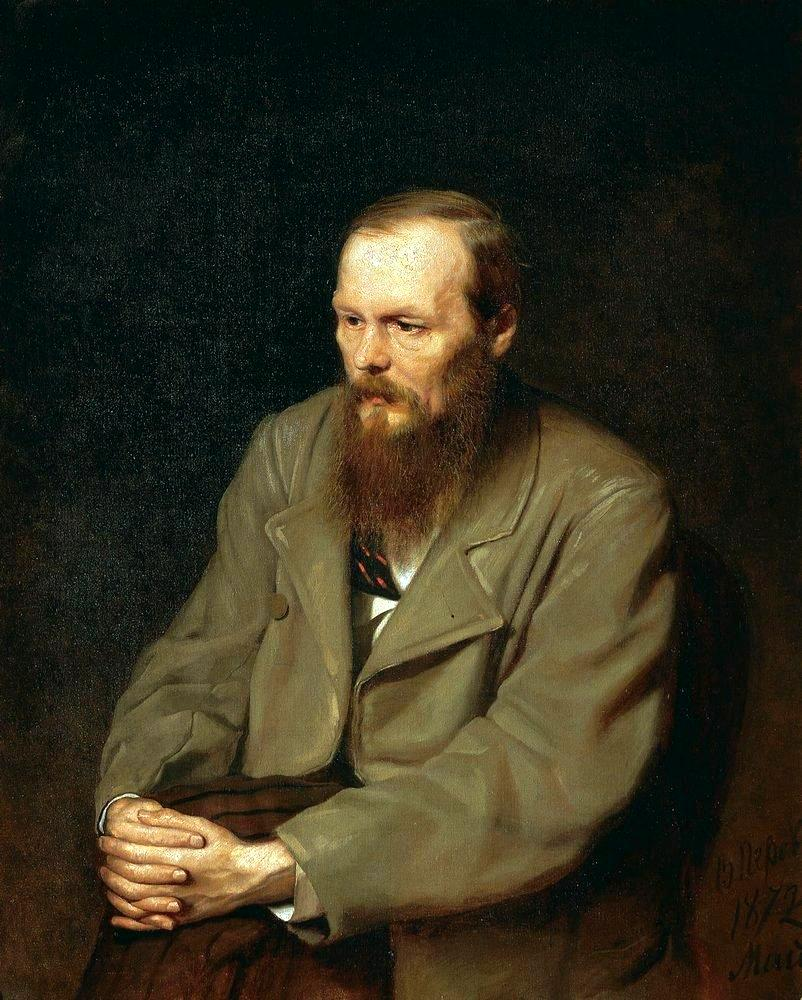
Portrait par Vassili Perov (1872), Dostoïevski manifeste une apparente concentration.

Avant de devenir écrivain, Dostoïevski est dès l'adolescence un lecteur passionné. On trouve ainsi une évocation du bonheur de la lecture dans Nétotchka Nezvanova. Il a une excellente connaissance de la littérature européenne de son temps ; il lit le français et l'allemand ; Byron, Balzac, Dickens, Victor Hugo, E. T. A. Hoffmann figurent parmi ses auteurs favoris. Dans ses premières années, il est également volontiers lecteur de romans populaires, notamment des feuilletonistes français Eugène Sue ou Paul de Kock.
Balzac a toutefois une influence déterminante sur l'écrivain russe, qui traduit dès 1844 Eugénie Grandet, dont il s'inspire pour son premier roman, Les Pauvres Gens. Bienstock voit en Balzac une source d'inspiration de Dostoïevski, tant dans la forme (on retrouve dans Les Pauvres Gens des expressions du père de La Comédie humaine) que dans le fond.
C'est aussi chez ses prédécesseurs russes Pouchkine et Gogol qu'il puise une part de son inspiration littéraire, notamment le mélange des styles réaliste, grotesque et épique, caractéristique de cette tradition.
Il montre également un grand intérêt pour le théâtre (Racine, Shakespeare, Schiller, Molière en particulier). De fait, ses romans se présentent fréquemment comme des suites de scènes dramatiques presque entièrement dialoguées. On rencontre également des dispositifs classiques du théâtre tels que le quiproquo ou le témoin caché.
À cette passion pour la lecture s'ajoute celle pour la critique littéraire et pour le débat d'idées en général. Dans les Souvenirs de la maison des morts, le narrateur relate l'émotion intense qu'il ressent lorsqu'il parvient à se procurer pour la première fois depuis de nombreuses années une revue littéraire. Les allusions à la littérature contemporaine parsèment l'œuvre de Dostoïevski, sous forme de parodie, d'attaque directe ou implicite, notamment contre le romantisme.
Cependant, il est notable que Dostoïevski ait conservé son indépendance intellectuelle et stylistique. Dostoïevski tire grand profit de ses lectures tout en poursuivant son idée, l'idée chrétienne. Un certain slavophilisme lui vient de Karamzine ; Schiller lui donne les joies du « rêve » et du romantisme allemand ; de Walter Scott il tire une idée de la beauté et du bien ; de Dickens et Sand, une certaine forme du roman social.

### Structure narrative

#### Le style romanesque
Bien que parfois décrit comme un réaliste littéraire, caractérisé par la représentation de la vie contemporaine dans sa réalité quotidienne, Dostoïevski se considérait comme un « réaliste fantastique ». Selon Léonid Grossman, Dostoïevski veut « introduire l'extraordinaire au plus profond du commun, fusionner […] le sublime avec le grotesque, et pousser les images et les phénomènes de la réalité quotidienne jusqu'aux limites du fantastique ». Dostoïevski approche des problèmes philosophiques et sociaux par les techniques du roman d'aventures comme moyen de « tester l'idée et l'homme de l'idée ». Les personnages sont réunis dans des situations extraordinaires pour provoquer et mesurer les idées philosophiques qui les dominent. Pour Mikhaïl Bakhtine, « l'idée » est au cœur de la poétique de Dostoïevski, qui invente alors le roman polyphonique, dans lequel de multiples « idées-voix » coexistent et se concurrencent. C'est cela, selon Bakhtine, qui a rendu possible la coexistence de genres distincts au sein d'un tout.

#### Introduction du dialogisme
Une place considérable est dévolue aux dialogues. C'est ainsi que le critique russe Mikhaïl Bakhtine a été amené à définir le concept de dialogisme pour caractériser le style romanesque de Dostoïevski. Le roman dostoïevskien se présente comme une confrontation des points de vue « existentiels » des différents personnages, qui s'expriment dans des styles différents. Le burlesque peut ainsi côtoyer le tragique, et le sentimentalisme, le cynisme. Dostoïevski apporte un soin particulier au réalisme des dialogues, en utilisant notamment des expressions populaires, des digressions, des interruptions.
Chacun des personnages se définit par rapport aux autres, par imitation ou par opposition. De nombreux romans (souvent burlesques) sont bâtis sur les relations d'amour et de haine entre deux personnages très semblables ou complémentaires : Le Double, mais aussi Le Bourg de Stépantchikovo et sa population ou L'Éternel Mari. On trouve également de longues scènes impliquant des discussions houleuses entre de nombreux personnages (L'Idiot ou Les Démons). Mais Dostoïevski est également l'un des premiers à présenter des romans sous forme de monologue (Les Carnets du sous-sol, La Douce, L'Adolescent). Même dans ces monologues, le principe dialogique est à l'œuvre : le narrateur s'adresse à un public imaginaire, répond à ses objections, cherche à le séduire ou à le défier.
La confrontation des points de vue entraîne une grande variété des styles, d'une œuvre à l'autre, mais aussi au sein d'un même texte. Des épisodes grotesques ou bouffons sont intercalés au milieu de scènes dramatiques (Le Bourg de Stépantchikovo et sa population), comme dans les pièces de Shakespeare. On notera enfin les caractéristiques propres à la publication sous forme de feuilleton : foisonnement des intrigues, digressions, mais aussi incohérences, caractéristiques que l'on peut retrouver dans d'autres œuvres contemporaines telles que La Maison d'Âpre-Vent de Dickens ou La Foire aux vanités de Thackeray.

### Une philosophie dostoïevskienne?
Dostoïevski n'a pas été le fondateur de son propre système philosophique, mais a été fortement influencé par une partie de la philosophie occidentale allemande. Il n'a pas eu de formation spécialisée en la matière et a choisi la littérature comme champ d'action dans sa vie. Il n'en reste pas moins que l'œuvre de cet écrivain et publiciste contient les idées fondamentales de la philosophie russe classique qui s'est formée dans la seconde moitié du XIXe siècle. Le philosophe russe Mikhaïl Masline écrit : « La vision du monde de Dostoïevski est de type existentialiste, une philosophie de l'existence humaine ».
Les œuvres de Dostoïevski étaient souvent qualifiées de « philosophiques », bien qu'il ne se considère pas comme philosophe mais plutôt comme « faible en philosophie ». Selon Strakhov, « Fiodor Mikhaïlovitch aime les questions portant sur l'essence des choses et les limites de la connaissance. » Son ami proche, le philosophe et théologien Vladimir Soloviev, estime que Dostoïevski est « plus un sage et un artiste qu'un penseur logique et cohérent ». Son irrationalisme est étudié dans Irrational Man: A Study in Existential Philosophy de William Barrett et dans Existentialism from Dostoevsky to Sartre de Walter Kaufmann.

## Postérité

### Réception littéraire

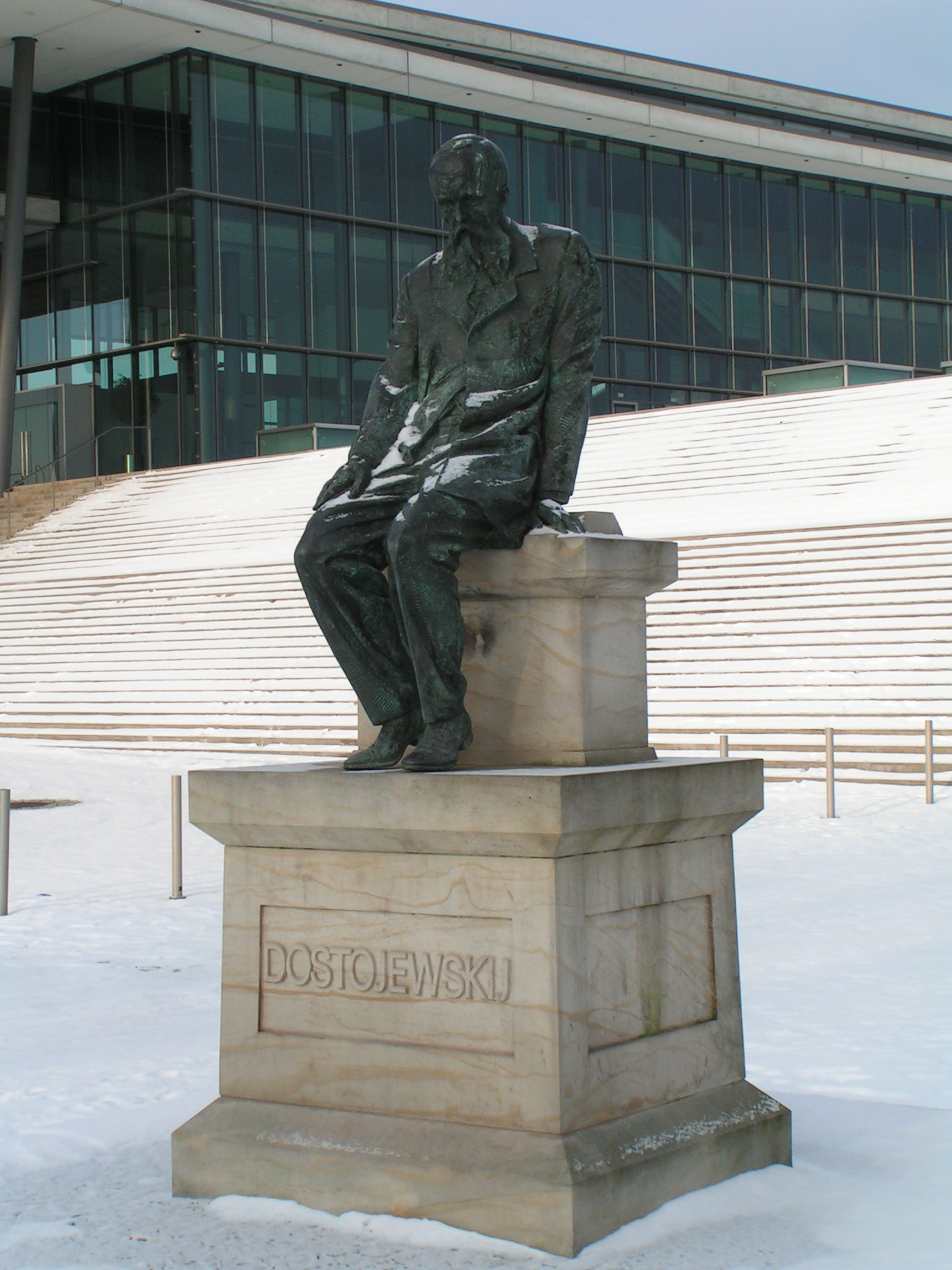
Statue de Dostoïevski, à Dresde (Allemagne).

Dostoïevski est considéré comme l'un des romanciers les plus grands et les plus influents de l'Âge d'or de la littérature russe. De multiples écrivains et penseurs lui ont rendu hommage : Léon Tolstoï admirait plusieurs œuvres de Dostoïevski, en particulier les Souvenirs de la maison des morts, en lequel il voit un art religieux exalté, inspiré par une foi profonde et un amour de l'humanité,. Albert Einstein a qualifié Dostoïevski de « grand écrivain religieux » qui explore « le mystère de l'existence spirituelle ». Sigmund Freud place Dostoïevski juste derrière Shakespeare en tant qu'écrivain créatif,. De même, Virginia Woolf écrit : « Hors de Shakespeare, il n'y a pas de lecture plus passionnante. »Friedrich Nietzsche écrit que « Dostoïevski est la seule personne qui m'ait appris quelque chose en psychologie. »". Pour Mikhaïl Bakhtine, Dostoïevski invente le roman polyphonique, dans lequel de multiples « idées-voix » coexistent et se concurrencent.
Dans son ouvrage posthume Paris est une fête, Ernest Hemingway écrit qu'il y a chez Dostoïevski « des choses crédibles et improbables, mais certaines semblent si vraies qu'elles vous transforment à mesure que vous les lisez : la fragilité et la folie, la méchanceté et la sainteté, et la folie du jeu. » James Joyce souligne que « [Dostoïevski] est l'homme qui, plus que tout autre, a façonné et intensifié la prose moderne jusqu'à sa forme actuelle. C'est sa puissance explosive qui a brisé le roman victorien ; les livres sans imagination, ni violence ». Franz Kafka fait de Dostoïevski son « parent de sang » ; Les Frères Karamazov et Crime et Châtiment ont tous deux profondément influencé Le Procès. Les écrivains associés à des mouvements culturels tels que le surréalisme, l'existentialisme et les Beats reconnaissent Dostoïevski comme une influence majeure. Il est considéré comme un précurseur du symbolisme russe, de l'expressionnisme, ou encore de la psychanalyse.

### Honneurs

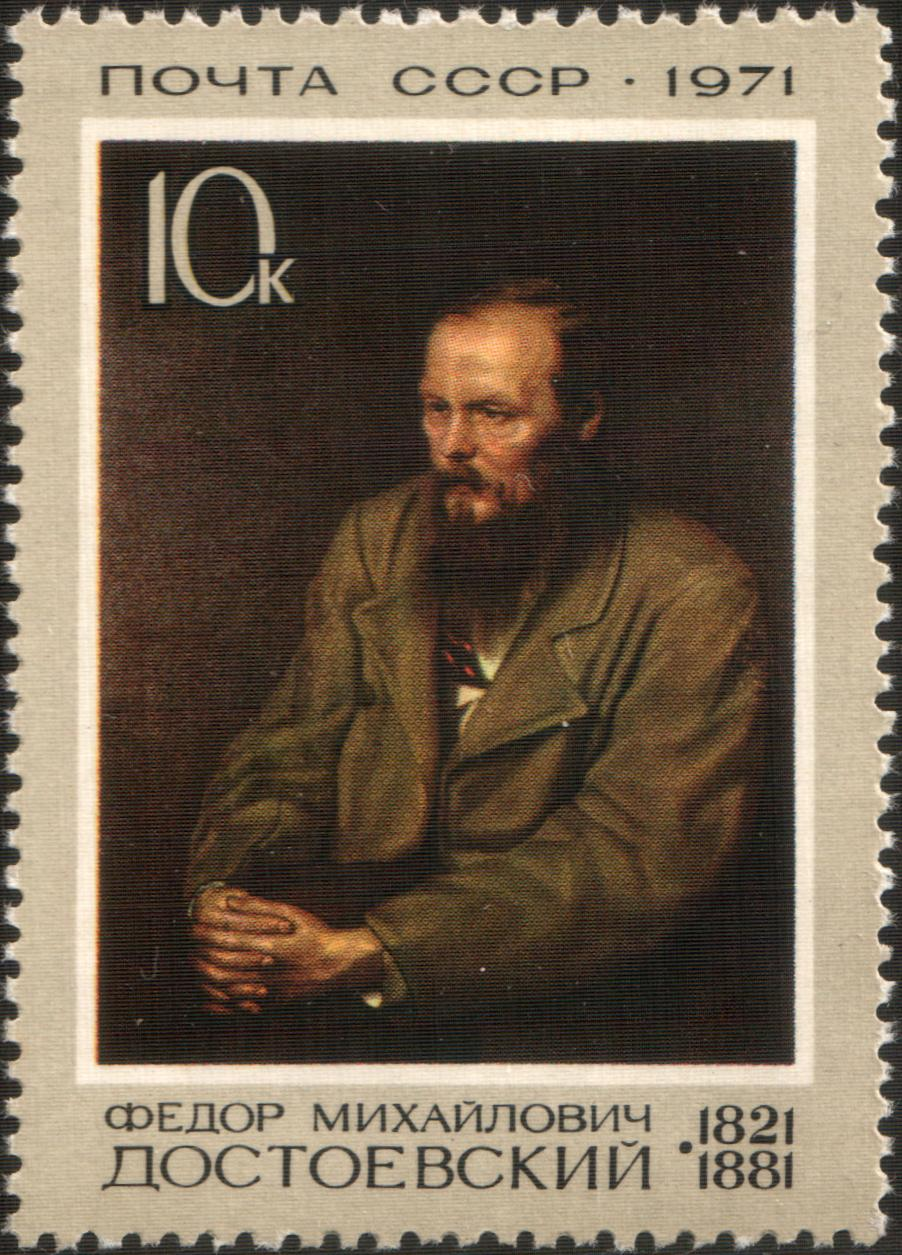
Timbre-poste en Union soviétique, 1971.

En 1956, un timbre-poste vert olive dédié à Dostoïevski est émis en Union soviétique, avec un tirage de 1 000 exemplaires. Un musée Dostoïevski ouvre ses portes le 12 novembre 1971 dans l'appartement pétersbourgeois où il a écrit ses premier et dernier romans. Une planète mineure ((3453) Dostoevsky) et un cratère de Mercure sont nommés en son honneur.
De nombreux monuments commémoratifs sont érigés à Moscou, Saint-Pétersbourg, Novossibirsk, Omsk, Semeï, Novokouznetsk, Darovoïe, Staraïa Roussa, Lublino, Tallinn, Dresde, Baden-Baden ou Wiesbaden[réf. nécessaire]. Une station de métro du nom de Dostoïevskaïa porte son nom à Saint-Pétersbourg depuis le 30 décembre 1991 et une autre à Moscou depuis le 19 juin 2010, pour le 75e anniversaire du métro de Moscou. La station de métro Dostoïevskaïa est décorée de peintures murales de l'artiste Ivan Nikolaïev représentant des scènes des œuvres de Dostoïevski,.
En 2021, le Kazakhstan célèbre le 200e anniversaire de la naissance de Dostoïevski.

### Critique de l'œuvre
L'œuvre de Dostoïevski n'a pas toujours reçu un accueil positif. Certains critiques, tels que Nikolaï Dobrolioubov, Ivan Bounine ou Vladimir Nabokov considéraient ses écrits comme excessivement psychologiques et philosophiques plutôt qu'artistiques. Certains pointent les intrigues chaotiques et désorganisées ; d'autres, comme Tourgueniev, ont critiqué le naturalisme et la psychologisation excessifs.
Le poète et critique écossais Edwin Muir a émis des réserves quant à la qualité des personnages de Dostoïevski, notant que « l'étrangeté des personnages de Dostoïevski, dont il a été souligné l'aspect uniquement « pathologique », sont en réalité représentés plus clairement que n'importe quelle figure de la littérature imaginative. »

### Traductions et adaptations
Les livres de Dostoïevski ont été traduits dans plus de 170 langues. Les œuvres de Dostoïevski ont été adaptées ou transposées de très nombreuses fois sur scène et à l'écran. La princesse Varvara Dmitrevna Obolenskaya a été parmi les premières à proposer une mise en scène de Crime et Châtiment. Dostoïevski n'a pas refusé l'autorisation, mais l'a déconseillé, estimant que « chaque art correspond à une forme de pensées poétiques, de sorte qu'une idée ne peut pas être exprimée sous une autre forme. ». Il pensait qu'un seul épisode pouvait être dramatisé, ou qu'une idée pouvait être reprise et incorporée dans une intrigue distincte. Selon le critique Alexander Burry, certaines des adaptations les plus réussies sont les opéras Le joueur de Prokofiev, et De la maison des morts de Leoš Janáček, et les films L'Idiot (1951) d'Akira Kurosawa et Les Possédés (1988) d'Andrzej Wajda.
Après la révolution russe de 1917, des passages des livres de Dostoïevski furent parfois raccourcis, et deux livres furent censurés : Les Démons et le Journal d'un écrivain,.Selon l'historien Boris Ilizarov, Staline a lu plusieurs fois Les Frères Karamazov de Dostoïevski.

### Dans la culture populaire
Fiodor Dostoïevski apparait comme personne dans Le maître de Petersbourg de J. M. Coetzee (1994) et dans Un été à Baden-Baden de Leonid Tsypkine (2003). Il apparait aussi comme personne du manga Bungo Stray Dogs.

## Chronologie de l'œuvre
L'œuvre romanesque de Dostoïevski est constituée de seize romans, dix-sept nouvelles, et cinq traductions. La plupart de ses romans ont été publiés comme roman-feuilleton dans des revues et journaux russes, dont Le Messager russe, Le Temps ou L'Époque. Par ailleurs, Dostoïesvki est l'auteur d'un grand nombre d'articles et de plusieurs poèmes. Enfin, la connaissance de projets de roman jamais écrits nous est connu.

### Romans
- 1846 : Les Pauvres Gens
- 1846 : Le Double
- 1848-1849 : Nétotchka Nezvanova (inachevé)
- 1859 : Le Rêve de l'oncle
- 1859 : Le Bourg de Stépantchikovo et sa population (connu aussi sous le titre Carnet d'un inconnu)
- 1861 : Humiliés et Offensés
- 1860-1862 : Souvenirs de la maison des morts (connu aussi sous le titre Les Carnets de la maison morte)
- 1864 : Les Carnets du sous-sol
- 1866 : Crime et Châtiment
- 1866 : Le Joueur
- 1868-1869 : L'Idiot
- 1870 : L'Éternel Mari
- 1871 : Les Démons
- 1875 : L'Adolescent
- 1880 : Les Frères Karamazov

### Nouvelles
- 1846 : Du danger de se livrer à des rêves ambitieux[N 16]
- 1846 : Monsieur Prokhartchine
- 1847 : Un roman en neuf lettres
- 1847 : La Logeuse (autre traduction : L'Hôtesse)
- 1848 : Polzounkov
- 1848 : La Femme d'un autre et le mari sous le lit
- 1848 : Un sapin de Noël et un mariage
- 1848 : Les Nuits blanches
- 1848 : Un cœur faible
- 1848 : Récits d'un vieux routier, comprenant :
  - Le Soldat en retraite[N 17]
  - Le Voleur honnête
- 1848 : Le Mari jaloux
- 1849 : Le Petit Héros
- 1862 : Une sale histoire
- 1863 : Notes d'hiver sur impressions d'été
- 1865 : Le Crocodile
- 1873 : Journal d'un écrivain :
  - Bobok 
  - Petites Images
  - Le Quémandeur
- 1874 : Petites Images (en voyage)
- 1876 : Journal d'un écrivain :
  - Le Garçon « à la menotte »
  - Le Moujik Maréï
  - La Douce (autres traductions : Une femme douce, Douce, La Timide)
  - La Centenaire
  - Deux suicides
- 1877 : Journal d'un écrivain :
  - Le Rêve d'un homme ridicule
- 1878 : Le Triton
- 1880 : Discours sur Pouchkine

### Traductions
- 1843 : Mathilde, de Eugène Sue (abandonnée par manque de moyens)
- 1844 : Eugénie Grandet, d'Honoré de Balzac
- 1844 : La dernière Aldini by George Sand (abandonnée car une autre traduction est publiée en 1837)
- 1855 : Leçons sur la philosophie de l'histoire de Hegel (collaboration avec Wrangel)
- 1855 : Psyche de Carl Gustav Carus (collaboration avec Wrangel)

### Chronique
- 1847 : Les Annales de Pétersbourg

### Carnets
- Carnets : éditions Payot et Rivages, Paris, 2005. Extraits des carnets de l'auteur de 1872 à 1881.

### Projets de roman
- Vers 1835 : Mariage
- Vers 1856 : Le Grand Roman
- Vers 1868 : L'Athéisme
- Vers 1869 : La Vie d'un grand pécheur